# 미국의 제1차 세계 대전 참전

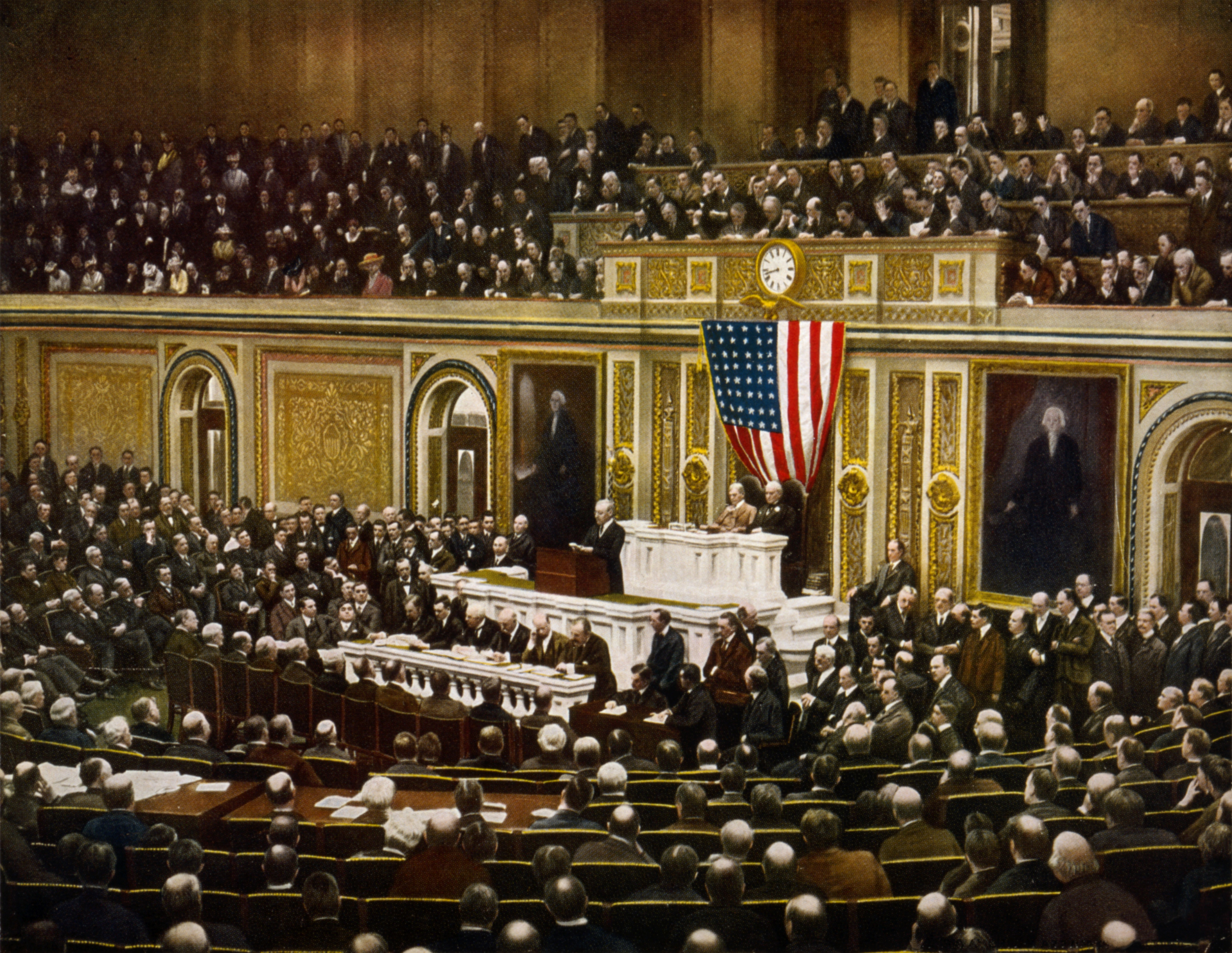
미국 대통령 우드로 윌슨이 1917년 4월 2일 미 의회에 독일에 대한 선전포고를 요청하고 있다.

미국은 유럽에서 전쟁이 시작된 지 2년 반이 넘은 1917년 4월 6일 제1차 세계 대전에 참전했다. 영국을 조기 지원할 것을 촉구하는 친영 세력과 러시아에 대한 독일의 전쟁에 공감하는 반차르주의 세력을 제외하고, 미국 여론은 대체로 전쟁에 참여하지 않으려는 의지를 반영했다. 시간이 지나면서, 특히 1914년 벨기에에서 독일의 잔학 행위에 대한 보고서와 1915년 5월 아일랜드섬 남부 해안에서 독일 황립해군 잠수함 (U보트)의 RMS 루시타니아 대서양 횡단 여객선에 대한 어뢰 공격 이후, 미국인들은 점차 독일 제국을 유럽의 침략자로 인식하게 되었다.
나라가 평화로웠을 때, 미국 은행들은 협상국 (연합국)에 막대한 대출을 해 주었는데, 이 자금은 주로 미국과 캐나다의 북아메리카에서 대서양 건너편에서 군수품, 원자재, 식량을 구매하는 데 사용되었다. 우드로 윌슨 대통령은 1917년 이전에는 지상전에 대한 최소한의 준비만 했지만, 미국 해군을 위한 조선 프로그램을 승인했다. 윌슨은 1916년 반전 공약으로 간신히 재선되었다.
1917년까지 벨기에와 북부 프랑스는 독일군에 점령되었고, 러시아 제국은 동부 전선에서 2월 혁명으로 차르가 전복되는 혼란과 격변을 겪고 있었으며, 남아있는 협상국 연합국들은 신용이 부족하여 독일 제국이 유럽에서 우위를 점하고 있는 것처럼 보였다. 그러나 영국의 경제 봉쇄와 해군 봉쇄로 인해 독일에서는 연료와 식량 부족이 심화되고 있었다. 베를린은 무제한 잠수함 작전을 재개하기로 결정했다. 목표는 서방 다른 국가에서 영국으로 이어지는 대서양 횡단 보급망을 끊는 것이었지만, 독일 고위 사령부는 미국 국적 선박을 침몰시키는 것이 거의 확실하게 미국을 전쟁에 끌어들일 것이라는 사실을 깨달았다.
독일 제국은 또한 멕시코에게 1846년~1848년 멕시코-미국 전쟁에서 70년 전에 잃었던 1849년 멕시코 할양지 영토(현재 미국 남서부에 포함됨)를 회복하는 것을 돕겠다는 비밀 제안을 했다. 이는 영국 정보부에 의해 가로채진 치머만 전보로 알려진 암호화된 외교 비밀 전보였다. 이 통신문의 언론 공개는 독일의 잠수함들이 북대서양에서 미국 상선을 침몰시키기 시작하면서 미국인들을 격분시켰다. 윌슨 대통령은 의회에 "전쟁을 끝내기 위한 전쟁"을 요청했으며, 이는 "세계를 민주주의를 위한 안전한 곳으로 만들 것"이었다. 의회는 1917년 4월 6일 독일에 대한 선전포고를 의결했다. 미군은 그해 말부터 유럽에 도착하기 시작했으며, 존 J. 퍼싱 장군의 지휘 아래 서부 전선의 주요 전투 작전에 참여했는데, 특히 최종 백일 공세 기간에 그러했다.

## 주요 쟁점

### 해상 봉쇄

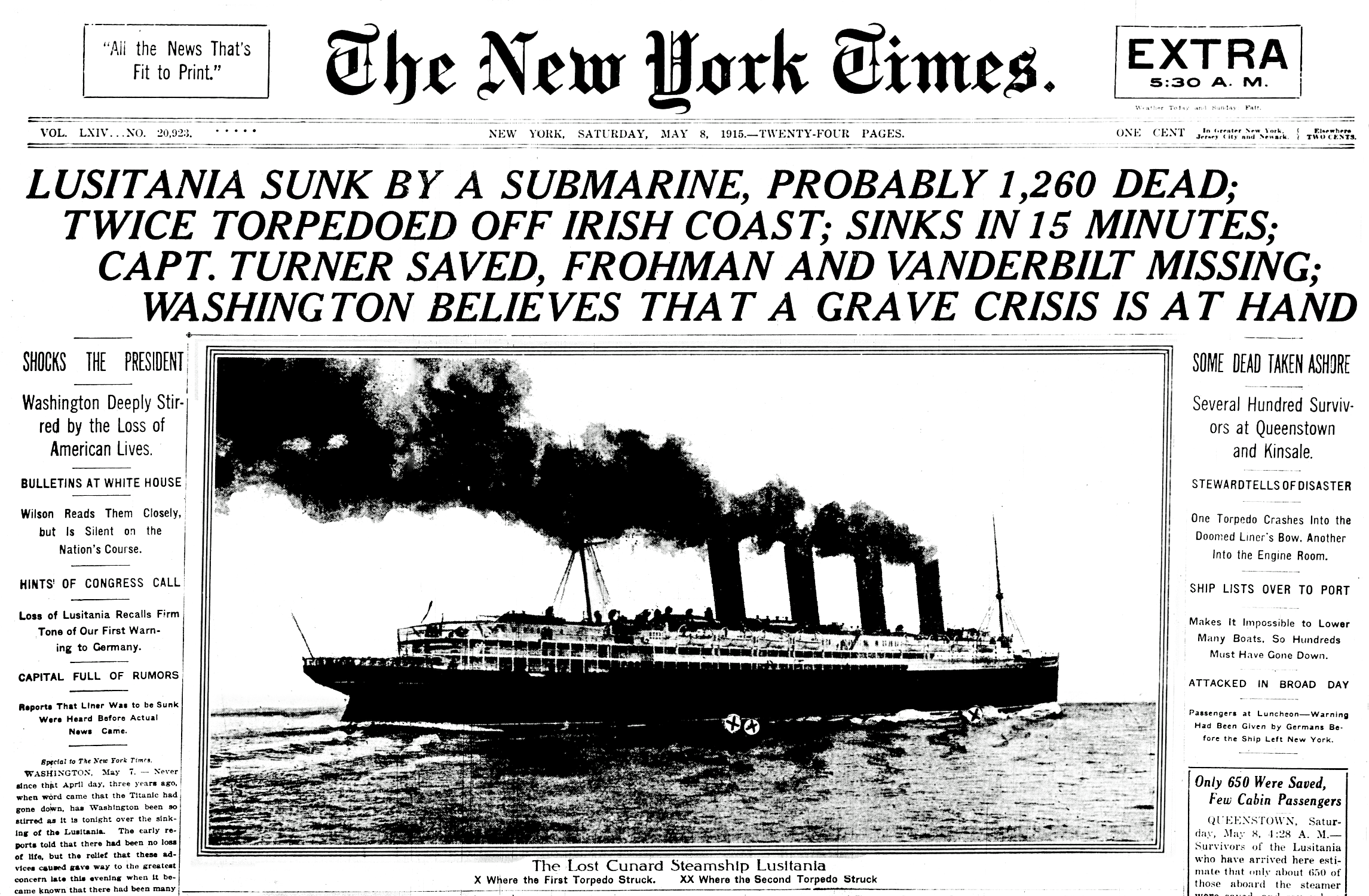
1915년 5월 8일자 영향력 있는 미국 "신문 기록"인 뉴욕 타임스의 유명한 1면/주요 기사로, R.M.S. 루시타니아호 침몰의 심각한 영향을 다룬 "국가의 방향 불확실"이라는 제목이 붙어 있다.

영국은 대규모 해군을 이용하여 스코틀랜드와 노르웨이 해안 사이의 북해에서 독일 항구로 들어오는 화물선을 가로막았다. 1915년 말까지 영국 왕립 해군은 독일로 가는 대부분의 군수품과 식량의 해상 운송을 성공적으로 저지하고 막았다. 독일과 무역을 시도한 중립국 미국 상선은 외곽 해역에서 연합국의 전쟁 노력에 직접적으로 위배된다고 간주한 영국 왕립 해군에 의해 나포되거나 돌려보내졌다. 독일과 동맹국들이 유럽 대륙에 광범위한 농경지와 원자재를 통제하고 있었고, 영국이나 프랑스에 의해 봉쇄되지 않은 스웨덴과 네덜란드와 같은 육상 국경을 접하는 중립국과 무역할 수 있었기 때문에 봉쇄의 영향은 매우 서서히 나타났다. 그러나 독일과 인접한 동맹국 오스트리아-헝가리는 너무 많은 농부와 질산염 비료 공급을 징집하여 군대로 편입시킴으로써 농업 생산이 황폐화되었고, 연합국은 중립국들에게 수출을 줄이도록 압력을 가할 수 있었기 때문에 상황은 악화되어 1916년~1917년의 이른바 "순무의 겨울"은 중앙유럽의 심각한 식량 부족을 보여주는 사례가 되었다. 1917년 초의 상황은 독일 지도부가 "소모전"을 피해야 한다는 분명한 압력을 받고 있었고, 중립 무역의 완화는 중립국들을 편으로 유지하는 것의 중요성을 감소시켰다.
독일은 1914년부터 봉쇄를 고려했다. "영국은 우리를 굶겨 죽이려 한다"고 티르피츠 대제독 (1849년~1930년), 즉 독일의 통일 이후 지난 수십 년 동안 독일 황립해군 함대를 건설하고 독일 황제의 핵심 고문으로 남아 있던 인물이 말했다. "우리는 같은 게임을 할 수 있다. 우리는 그녀를 가두고 봉쇄를 깨려는 모든 배를 파괴할 수 있다." 티르피츠 제독은 영국으로 향하는 상선과 여객선을 침몰시키거나 겁을 줘서 쫓아내고 싶어했다. 그와 해군성 내 다른 이들은 영국 섬이 식량, 원자재, 공산품 수입에 의존하고 있기 때문에 상당수의 선박이 영국에 보급하는 것을 막으면 서부 전선에서 군대를 유지하는 장기적인 능력을 효과적으로 약화시키고 잠재적으로 영국을 신속한 항복으로 몰아넣을 수 있다고 추론했다. 이러한 전략은 또한 강력한 영국 왕립 해군 수상함대에 도전할 수 없었기 때문에 지금까지 전쟁에서 대부분 소극적이었던 독일 황립해군에게 필수적인, 전쟁 승리 역할을 부여할 것이었다.
독일은 수백 척의 U보트를 건조할 충분한 조선소 역량을 가지고 있었지만, 1914년 8월 전쟁이 시작될 때에는 단 9척의 장거리 U보트만 보유하고 있었다. 그럼에도 불구하고, 티르피츠와 같은 동료 선배들과 상의 없이, 독일 해군성 전임 수장인 후고 폰 폴 (1855년~1916년)은 전쟁이 시작된 지 6개월 후인 1915년 2월에 무제한 잠수함 작전의 첫 라운드 시작을 선언했다. 그러나 독일인들이 예상했던 것처럼 영국으로의 선박 운송을 중단하고 영국을 비난하는 대신 (독일인들은 이 조치를 보복으로 내세웠다) 미국은 독일에게 교전국 중 어느 쪽도 공해상의 중립 미국 및 기타 선박을 압류하거나 침몰시키지 않도록 보호하는 이전 평화 시 국제 협정인 "공해의 자유"를 존중할 것을 요구했다. 또한 미국인들은 무고한 미국 민간인의 죽음에 대한 엄격한 책임을 주장하며 사과와 보상을 요구하고 선전포고의 근거가 될 수 있다고 제안했다.
영국 영국 왕립 해군이 독일 해상 봉쇄에서 밀수를 매우 광범위하게 정의하여 미국의 중립권을 자주 침해했지만, 독일 잠수함 작전은 미국인의 생명을 위협했다. 윌슨의 최고 고문이자 전설적인 에드워드 M. 하우스 대령 (1858년~1938년)은 "영국은 중립권을 침해할 수 있는 데까지 침해했지만, 가장 정중한 방식으로 그렇게 했다"고 언급했다. 더욱이, 영국은 판례에 호소하여 주장을 정당화했지만, 독일은 새로운 무기를 최대한 활용할 수 있어야 하므로 기존 규칙과 규범이 적용될 필요가 없다고 주장했다. 이는 독일 잠수함이 경고 없이 선박을 어뢰 공격하여 선원과 승객이 익사하게 한 경우에 특히 잘 나타난다. 비록 실제로는 처음에는 드물었지만, U보트는 수면 공격을 선호했기 때문에 이 전략은 잠수함이 너무 취약하여 총을 싣고 있을 수 있는 상선 근처에서 수면 위로 올라올 엄두를 내지 못하고, 잠수함 승무원을 구조하기에는 너무 작다는 주장에 의해 정당화되었다. 미국은 새로운 무기가 민간인의 생명을 보호하면서 사용될 수 없다면 전혀 사용되어서는 안 된다고 반박했다.
1915년 2월부터 미국이 독일에 잠수함의 오용에 대해 경고했음에도 불구하고, 중립 선박이 공격받거나 미국인이 사망하는 여러 사건이 발생했다. 트레셔호 사건 이후 독일 제국 대사관은 미국 시민들에게 독일의 공격에 직면하게 될 영국행 선박에 탑승하지 말 것을 경고했다. 그리고 5월 7일, 독일은 영국 여객선 RMS 루시타니아호를 어뢰 공격하여 침몰시켰다. 이 공격 행위로 128명의 미국 시민을 포함하여 1,199명의 민간인이 사망했다. 무장하지 않은 대형 여객선의 침몰은 이전 벨기에 잔학 행위와 결합되어 미국인들을 충격에 빠뜨렸고, 아직 전쟁까지는 아니었지만 독일에게 적대적인 여론을 형성했다. 윌슨은 독일에 더 많은 미국 시민을 죽이면 "엄격한 책임"을 지게 될 것이라고 경고했다. 베를린은 승객선을 피하도록 잠수함에 명령함으로써 이에 동의했다.
그러나 1917년 1월이 되자 파울 폰 힌덴부르크 원수와 에리히 루덴도르프 장군은 무제한 잠수함 봉쇄만이 결정적인 승리를 달성할 유일한 방법이라고 결정했다. 그들은 빌헬름 황제에게 무제한 잠수함 작전을 재개하도록 명령할 것을 요구했다. 독일은 이 결정이 미국과의 전쟁을 의미한다는 것을 알고 있었지만, 미국의 잠재적 전력이 동원되기 전에 승리할 수 있다고 도박을 했다. 그러나 그들은 침몰시킬 수 있는 선박의 수를 과대평가했고, 따라서 영국이 약화될 정도를 과대평가했다. 마지막으로, 그들은 호송이 그들의 노력을 좌절시키는 데 사용될 수 있고 사용될 것이라는 점을 예측하지 못했다. 그들은 미국이 군사적으로 너무 약해서 1년 이상 서부 전선에서 요인이 될 수 없으며, 잠수함이 어쨌든 병력 수송을 막을 것이라고 믿었다. 베를린의 민간 정부는 반대했지만, 황제는 군부의 편을 들었다.

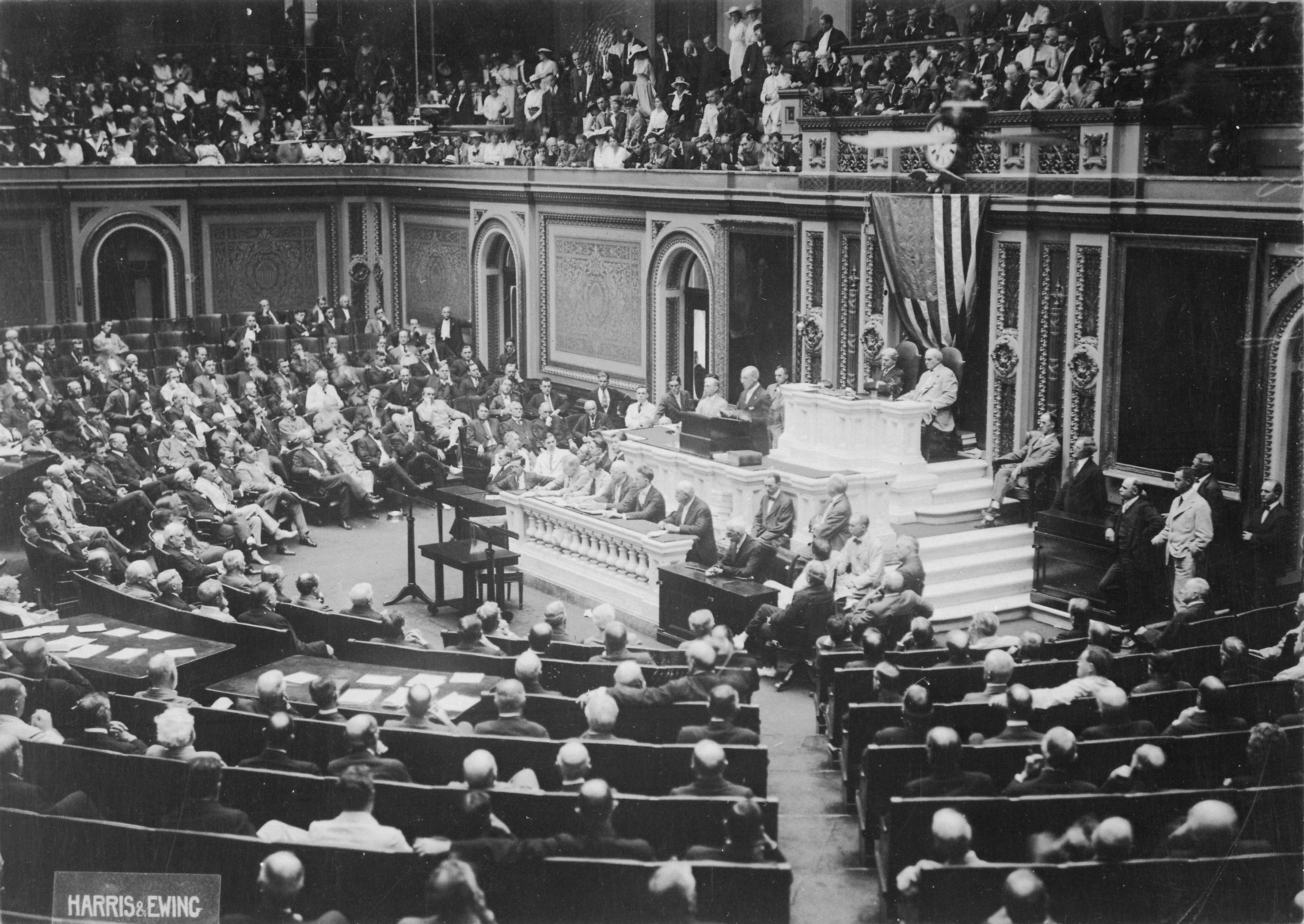
윌슨 대통령이 1917년 2월 3일 의회 연설에서 무제한 잠수함 작전으로 인해 독일 제국과의 공식 관계가 단절되었음을 발표하고 있다.

2차 무제한 잠수함 작전은 1917년 1월 31일 미국에 통보되었다. 국무부는 작전이 있을 것이라는 징후를 보였지만, 윌슨은 그의 내각에 발표가 완전히 놀라웠다고 선언했다. 이 발표는 윌슨이 9일 전에 한 "승리 없는 평화" 연설과 무장 상선에 대한 영국의 사용에 대한 미국의 반대에 대한 지속적인 논의 때문에 특히 분개하게 만들었다. 독일은 다음 날부터 미국 선박을 표적으로 삼기 시작했다.

### 사업적 고려 사항
유럽에서의 전쟁 발발은 미국의 1913년~1914년 경기 침체 종식과 일치했다. 교전국으로의 수출은 전쟁 첫 4년 동안 1913년 8억 2,480만 달러에서 1917년 22억 5천만 달러로 급격히 증가했다. 유럽의 연합국에 대한 미국 금융 기관의 대출 또한 같은 기간 동안 급격히 증가했다. 이 기간 말기의 경제 활동은 정부 자원이 민간 부문의 생산을 지원하면서 호황을 누렸다. 1914년에서 1917년 사이에 산업 생산은 32% 증가했고 GNP는 거의 20% 증가했다. 미국의 산업 생산 개선은 전쟁이 끝난 후에도 지속되었다. 미국 기업들이 교전국과 미군에 보급할 수 있도록 허용한 자본 축적은 1918년 전쟁이 끝난 후에도 더 높은 장기 생산율을 가져왔다.
J.P. 모건 은행은 분쟁 초기부터 1917년 미국 참전까지 영국과 프랑스의 전시 자금 조달을 지원했다. J.P. 모건의 뉴욕 지점은 1914년 영국 대사 세실 스프링 라이스 경의 성공적인 로비 활동 이후 영국 정부의 주요 금융 대리인으로 지정되었다. 같은 은행은 나중에 프랑스에서도 비슷한 역할을 했다. J.P. 모건 & Co.는 프랑스 정부에 대한 주요 대출 발행자가 되어 미국 투자자들의 자본을 제공했으며, 프랑스 계열사인 모건, 하르제스에서 운영되었다. 그러나 전쟁이 끝없이 이어지면서 모건과 프랑스 정부 간의 관계는 긴장되었다. 프랑스가 다른 출처에서 돈을 빌릴 수 있는 능력이 감소하여 대출 이자율이 높아지고 프랑화 가치가 하락했다. 전쟁이 끝난 후에도 J.P. 모건 & Co.는 통화 안정화와 부채 경감을 통해 프랑스 정부를 재정적으로 계속 지원했다.
미국이 여전히 중립국이었기 때문에, 미국 은행의 유럽 내 금융 거래는 월스트리트와 미국 정부 사이에 많은 논란을 불러일으켰다. 윌리엄 제닝스 브라이언 국무장관은 전쟁 중인 국가들에 대한 재정 지원에 강력히 반대했고, 1914년 8월에 교전국들에 대한 대출을 금지하기를 원했다. 그는 윌슨 대통령에게 "어떤 교전국에게도 대출을 거부하는 것이 자연히 전쟁 종결을 가속화하는 경향이 있을 것"이라고 말했다. 윌슨은 처음에 동의했지만, 프랑스가 미국 상품을 구매하는 것이 합법적이라면 구매에 대한 신용을 얻는 것도 합법적이라고 주장하자 입장을 번복했다.
J.P. 모건은 프랑스에 1915년 3월 대출을 포함하여 여러 차례 대출을 해 주었고, 영국-프랑스 금융 위원회와의 협상 끝에 1915년 10월 영국과 프랑스에 공동 대출을 해 주었는데, 후자는 5억 달러에 달했다. 비록 미국 정부의 입장은 그러한 재정 지원을 중단하는 것이 전쟁을 종식시키고 따라서 생명을 구할 수 있을 것이라는 것이었지만, 연합국 정부와 미국 사업 이익 단체의 압력 때문에 대출 금지 준수를 보장하기 위한 노력은 거의 이루어지지 않았다.
미국 철강 산업은 1913년~1914년 경기 침체기에 어려움과 이익 감소를 겪었다. 그러나 유럽에서 전쟁이 시작되자 전쟁 도구에 대한 수요 증가로 인해 생산성이 높아지는 시기가 시작되었고, 이는 많은 미국 산업 기업들이 경기 침체기의 저성장 환경에서 벗어나게 했다. 베슬리헴 스틸은 해외 무기 수요 증가를 특히 잘 활용했다. 미국이 전쟁에 참전하기 전에는 이들 기업들은 해외 주권 고객들과의 무제한적인 상거래로 이익을 얻었다. 윌슨 대통령이 선전포고를 발표한 후, 이들 기업들은 미군이 필요한 무기를 확보할 수 있도록 미국 무역 위원회가 만든 가격 통제를 받게 되었다.
1918년 전쟁이 끝날 무렵, 베슬리헴 스틸은 영국과 프랑스에 65,000파운드의 단조 군수품과 7천만 파운드의 장갑판, 11억 파운드의 포탄용 강철, 그리고 2,010만 발의 포병 탄약을 생산했다. 베슬리헴 스틸은 국내 무기 시장을 활용하여 미국 무기의 60%와 전쟁에서 사용된 포탄의 40%를 생산했다. 가격 통제와 공산품의 낮은 이윤에도 불구하고, 전시 판매로 인한 이익은 이 회사를 국내에서 세 번째로 큰 제조 회사로 확장시켰다. 베슬리헴 스틸은 1939년에 다시 미국과 다른 연합국의 주요 무기 공급업체가 되었다.

### 엘리트층의 견해
역사가들은 미국 정치, 사회, 재계 지도자들의 견해를 크게 네 가지로 나누는데, 이들은 대부분 비공식적인 집단이었다.
그 첫 번째는 비개입주의자들로, 미국을 분쟁에서 완전히 벗어나게 하려 했던 느슨하게 연계되고 정치적으로 다양한 반전 운동이었다. 이 집단의 구성원들은 전쟁을 부패하고 지지할 가치가 없다고 여겼던 유럽 제국주의적이고 군국주의적인 강대국들 간의 충돌로 보는 경향이 있었다. 다른 이들은 도덕적인 이유로 반대하는 평화주의자들이었다. 저명한 지도자로는 전 국무장관 윌리엄 제닝스 브라이언과 같은 민주당원, 산업가 헨리 포드, 출판업자 윌리엄 랜돌프 허스트; 위스콘신주의 로버트 M. 라폴레트 상원의원과 네브래스카주의 조지 W. 노리스 상원의원과 같은 공화당원; 그리고 진보 운동가 제인 애덤스가 있었다.
정치적 스펙트럼의 극좌 끝자락에서는 유진 데브스가 이끄는 사회주의자들과 빅터 L. 베르거, 모리스 힐퀴트와 같은 운동 베테랑들이 확고한 반군국주의자들이었다. 그들은 갈등을 미국 노동자들이 저항해야 할 "자본주의 전쟁"으로 규정하며 미국의 모든 개입에 반대했다. 그러나 1917년 4월 미국이 전쟁에 참여한 후, 반전당 지도부와 존 스파르고, 윌리엄 잉글리시 월링, E. 할데만-줄리우스가 이끄는 친전 성향의 사회주의 작가 및 지식인들 사이에 분열이 발생했다. 이 파벌은 동료 사회주의자들 사이에서 전쟁 노력을 홍보하기 위해 경쟁 단체인 미국 사회 민주주의 연맹을 설립했다.
다음은 보다 온건한 자유 국제주의자들이었다. 이 명목상 진보주의 집단은 독일과의 전쟁에 미국이 참전하는 것을 마지못해 지지했는데, 전쟁 후에는 국가 간의 미래 갈등을 평화적으로 해결하고 자유민주주의적 가치를 더 널리 확산시키기 위해 강력한 국제기구를 설립하는 것을 목표로 삼았다. 이 진영의 견해는 평화를 강제하는 연맹과 같은 이익 집단에 의해 옹호되었다. 지지자로는 미국 대통령 우드로 윌슨, 그의 영향력 있는 고문 에드워드 M. 하우스, 전 대통령 윌리엄 하워드 태프트, 벨기에 구호 위원회 위원장 허버트 후버, 월스트리트 금융가 버나드 바루크, 하버드 대학교 총장 애벗 로렌스 로웰 등이 있었다.
마지막으로, 대서양주의자들이 있었다. 정치적으로 보수주의 성향이 강하고 명백히 연합국을 지지했던 이 파벌은 루시타니아호 침몰 이후 전쟁에 대한 미국의 개입을 지지했으며, 대비 운동도 강력히 지지했다. 지지자들은 또한 영국과의 지속적인 전후 동맹을 옹호했는데, 이는 미국의 미래 안보 유지에 필수적이라고 보았다. 친영 성향의 동부 기득권층 중 저명한 인물로는 전 미국 대통령 시어도어 루스벨트, 레너드 우드 소장, 변호사이자 외교관인 조지프 호지스 초트, 전 미국 육군장관 헨리 스팀슨, 매사추세츠주 상원의원 헨리 캐벗 로지와 뉴욕주 상원의원 엘리후 루트 등이 있었다.

## 여론

### 정당
미국 여론 형성의 놀라운 요인 중 하나는 정치 정당들이 거의 관여하지 않았다는 점이었다. 윌슨과 민주당은 1916년 선거에서 "그가 우리를 전쟁에서 벗어나게 했다!"는 슬로건으로 선거 운동을 벌이며, 공화당이 승리하면 멕시코와 독일 모두와 전쟁을 하게 될 것이라고 말했다. 그의 입장은 서부 주에서 승리하는 데 결정적인 역할을 했을 것이다. GOP 후보인 찰스 에번스 휴스는 전쟁 문제를 축소하는 것을 주장했다.
사회당은 평화를 이야기했다. 사회주의자들의 수사는 유럽 분쟁을 "제국주의 전쟁"으로 선언하고, 전쟁의 원인을 자본주의에 돌리며, 전면적인 반대를 맹세했다. "총검은 양 끝에 노동자가 있는 무기였다"고 그들의 선전은 말했다. 그러나 전쟁이 선포되자 당의 지적 지도부 대부분을 포함한 많은 사회주의자들은 이 결정을 지지하고 친연합국 노력에 동조했다. 유진 데브스 (1900년부터 1912년까지 당의 대통령 후보)가 이끄는 대다수는 이념적이고 열렬한 반대자로 남아 있었다. 많은 사회주의자들이 1917년 간첩법에 따라 조사를 받게 되었고, 데브스를 포함하여 반역죄로 의심되는 많은 이들이 체포되었다. 이는 사회주의자들과 반전 단체들이 미국 정부에 대한 불만을 증가시켰다.

### 노동자, 농민, 그리고 아프리카계 미국인

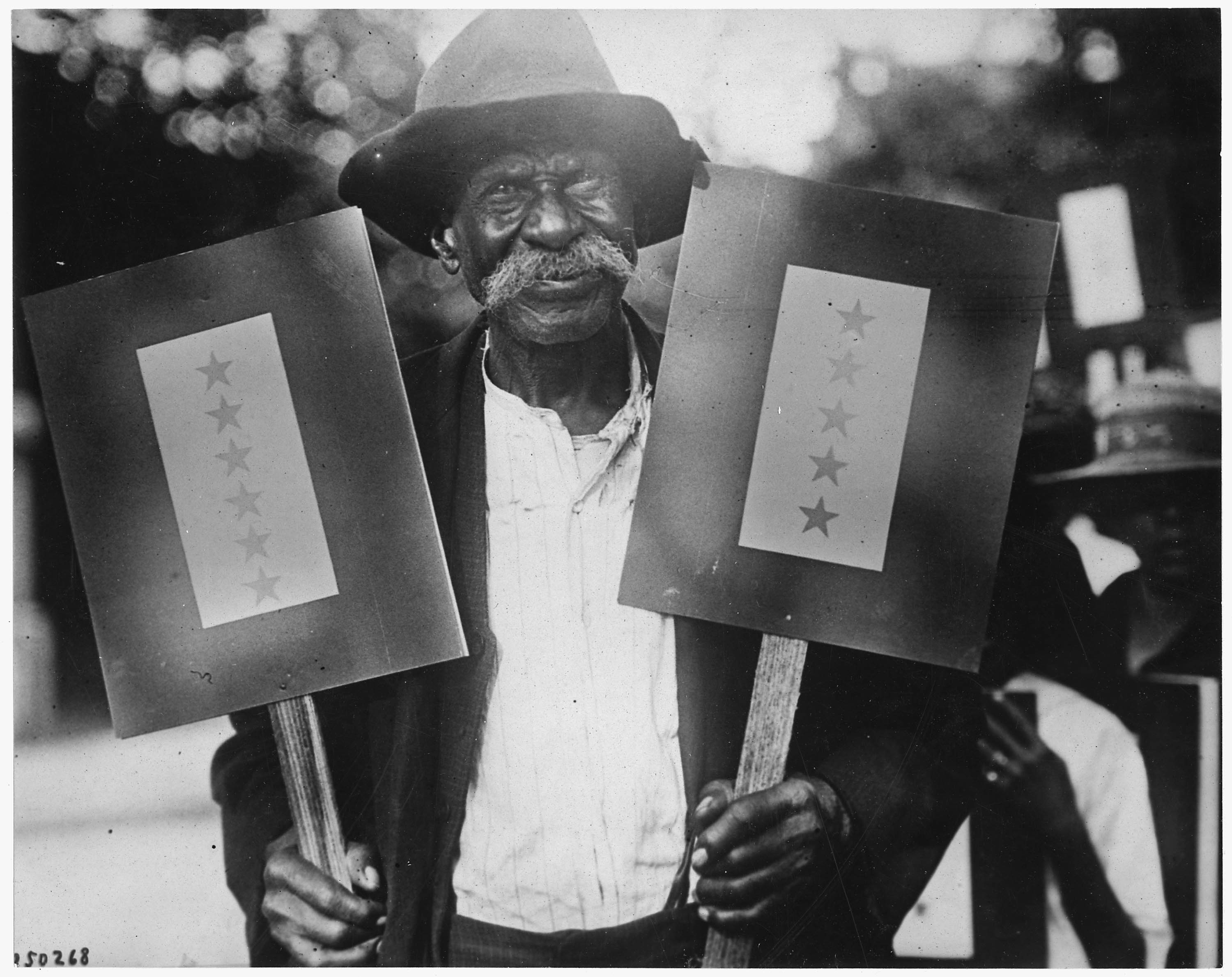
조지아주 애틀랜타의 87세 아이크 심스는 열한 명의 아들을 군대에 보냈다.

노동계급은 비교적 조용했으며 민족적 노선을 따라 분열되는 경향이 있었다. 전쟁 초기에 노동자나 농부 모두 전쟁 준비에 대한 논쟁에 큰 관심을 보이지 않았다. AFL 노동운동의 수장인 새뮤얼 곰퍼스는 1914년 전쟁을 "부자연스럽고, 부당하며, 불경한" 것으로 비난했지만, 1916년에는 사회주의 노동조합 활동가들의 반대에도 불구하고 윌슨의 제한된 준비 프로그램을 지지했다. 1916년에 노동조합은 국내 문제에서 윌슨을 지지하고 전쟁 문제는 무시했다.
전쟁은 처음에 면화 시장을 교란시켰다. 영국 왕립 해군이 독일로의 선적을 봉쇄하여 가격이 파운드당 11센트에서 4센트로 떨어졌다. 그러나 1916년까지 영국은 남부의 지지를 잃지 않기 위해 가격을 10센트로 올리기로 결정했다. 면화 재배자들은 중립에서 개입으로 국가의 나머지 부분과 거의 같은 속도로 움직인 것으로 보인다. 중서부 농민들은 일반적으로 전쟁에 반대했는데, 특히 독일계와 스칸디나비아계 출신 농민들이 그러했다. 중서부는 고립주의의 거점이 되었고, 다른 외딴 농촌 지역에서도 전쟁의 필요성을 느끼지 못했다.
아프리카계 미국인 공동체는 어느 쪽으로도 강력한 입장을 취하지 않았다. 의회가 전쟁을 선포한 지 한 달 후, W. E. B. 듀보이스는 아프리카계 미국인들에게 "전쟁이 더 이상 존재하지 않을 세상을 얻기 위해 세계와 어깨를 나란히 싸우자"고 촉구했다. 전쟁이 시작되고 흑인 남성들이 징집되자 그들은 평등을 달성하기 위해 노력했다. 많은 이들이 해외에서의 전쟁 노력에 대한 공동체의 도움이 국내에서 민권으로 이어질 것이라고 기대했다. 그러한 시민의 자유가 여전히 주어지지 않자, 많은 아프리카계 미국인들은 미국 시민으로서의 권리 인정을 기다리는 것에 지쳐갔다.

### 남부
남부와 국경 주들의 빈곤한 백인 농촌 지역에는 강력한 반전 세력이 있었다. 예를 들어 미주리 주의 농촌 지역에서는 월스트리트가 미국을 전쟁으로 이끌 위험에 초점을 맞추어 동부의 강력한 영향력에 대한 불신이 팽배했다. 남부 전역에서 가난한 백인 농부들은 서로에게 "부자들의 전쟁은 가난한 사람들의 싸움을 의미한다"고 경고하며, 그들은 전쟁을 전혀 원하지 않았다. 반전 감정은 그리스도 교회, 성결 운동, 오순절 교회를 포함한 기독교 교단 소속 신자들 사이에서 가장 강했다. 버지니아 민주당의 제임스 헤이 하원의원은 하원 군사위원회 위원장으로 강력한 영향력을 행사했다. 그는 군대 현대화 및 확장을 위한 전전 노력을 반복적으로 막았다. 1915년 1월, 그는 미국인들이 이미 안전하다고 주장하며 대비가 필요 없다고 말했다.
우리는 고립되어 있고, 광대한 국토 속에서 안전하며, 강력한 해군의 보호를 받고 있고, 발생할 수 있는 어떤 비상사태에도 충분한 군대를 소유하고 있으므로, 우리는 군국주의자들의 탄식과 예측을 무시할 수 있다.
교육받은 도시 중산층 남부인들은 일반적으로 전쟁 참전을 지지했고, 많은 이들이 동원 위원회에서 일했다. 이와 대조적으로 많은 남부 농촌 백인들은 전쟁 참전에 반대했다. 정규 교육을 더 많이 받은 사람들은 전쟁 참전에 더 찬성했고, 남부에서 정규 교육을 덜 받은 사람들은 전쟁 참전에 반대할 가능성이 더 높았다. 철자나 문법 오류가 있는 신문 투고는 압도적으로 전쟁 참전에 반대하는 내용이었고, 철자나 문법 오류가 없는 투고는 압도적으로 전쟁 참전을 지지하는 내용이었다. 전쟁이 시작되었을 때 텍사스와 조지아가 자원병 수에서 남부 주들을 이끌었다. 텍사스에서 1,404명, 조지아에서 1,397명, 루이지애나에서 538명, 테네시에서 532명, 앨라배마에서 470명, 노스캐롤라이나에서 353명, 플로리다에서 316명, 사우스캐롤라이나에서 225명이 자원했다. 미시시피의 열렬한 제임스 K. 바다만 상원의원을 제외한 모든 남부 상원의원이 전쟁 참전에 찬성표를 던졌다. 우연히도 남부에는 다른 지역보다 개입에 훨씬 더 찬성하는 지역이 있었다. 조지아는 징집 전 모든 주에서 인구 대비 가장 많은 자원병을 배출했으며, 미국이 전쟁에 참전하기 전 가장 높은 친영 신문 비율을 보였다. 조지아주 남동부 지역을 다루는 다섯 개의 경쟁 신문이 있었는데, 이들 모두 전쟁 전 수십 년 동안, 그리고 전쟁 초기 단계에 공개적으로 친영적이었다. 이 다섯 신문 모두 벨기에의 강간 (제1차 세계 대전)과 에디스 카벨 처형 중 독일의 잔학 행위를 강조했다. 전국적으로 유통되는 친영 잡지로는 아웃룩과 리터러리 다이제스트가 있었는데, 이들 역시 조지아주 전 지역과 헌츠빌 및 디케이터 주변의 북부 앨라배마 지역에 불균형적으로 높은 배포율을 보였다(전쟁 시작 당시 앨라배마주에서 470명의 자원병이 있었는데, 이 중 400명 이상이 헌츠빌-디케이터 지역에서 왔다).
전쟁 참전에 대한 지지는 테네시 중부에서도 두드러졌다. 친영, 반독, 또는 친개입주의적 감정을 표현하는 신문 투고가 흔했다. 1914년 10월부터 1917년 4월 사이에 테네시에서 신문에 투고된 전쟁 관련 편지 중 적어도 이 세 가지 감정 중 하나를 포함하는 것이 많았다. 테네시 주의 체텀 카운티, 로버트슨 카운티, 섬너 카운티, 윌슨 카운티, 러더포드 카운티, 윌리엄슨 카운티, 모리 카운티, 마셜 카운티, 베드포드 카운티, 커피 카운티, 캐논 카운티에서는 편지의 절반 이상이 이 세 가지 요소를 모두 포함했다. 사우스캐롤라이나 주에서는 미국 전쟁 참전에 대한 지지가 있었다. 리처드 I. 매닝 주지사의 주도 하에 그린빌, 스파르탄버그, 컬럼비아 시는 전쟁 참전 준비를 위해 경제적, 애국적 이유로 지역 사회에 군대 훈련 센터 유치를 위해 로비하기 시작했다. 마찬가지로 찰스턴은 1914년에 독일 화물선을 억류했고, 화물선 승무원들이 찰스턴 항구를 봉쇄하려 하자 모두 체포되어 투옥되었다. 그 이후로 찰스턴은 "전쟁 열기"로 들끓었다. 1915년, 1916년, 그리고 1917년 초는 찰스턴과 찰스턴 남쪽 저지대 해안 카운티들이 모두 매우 "친영적이고 반독일적인" 감정에 사로잡혀 있던 시기였다.

### 독일계 미국인

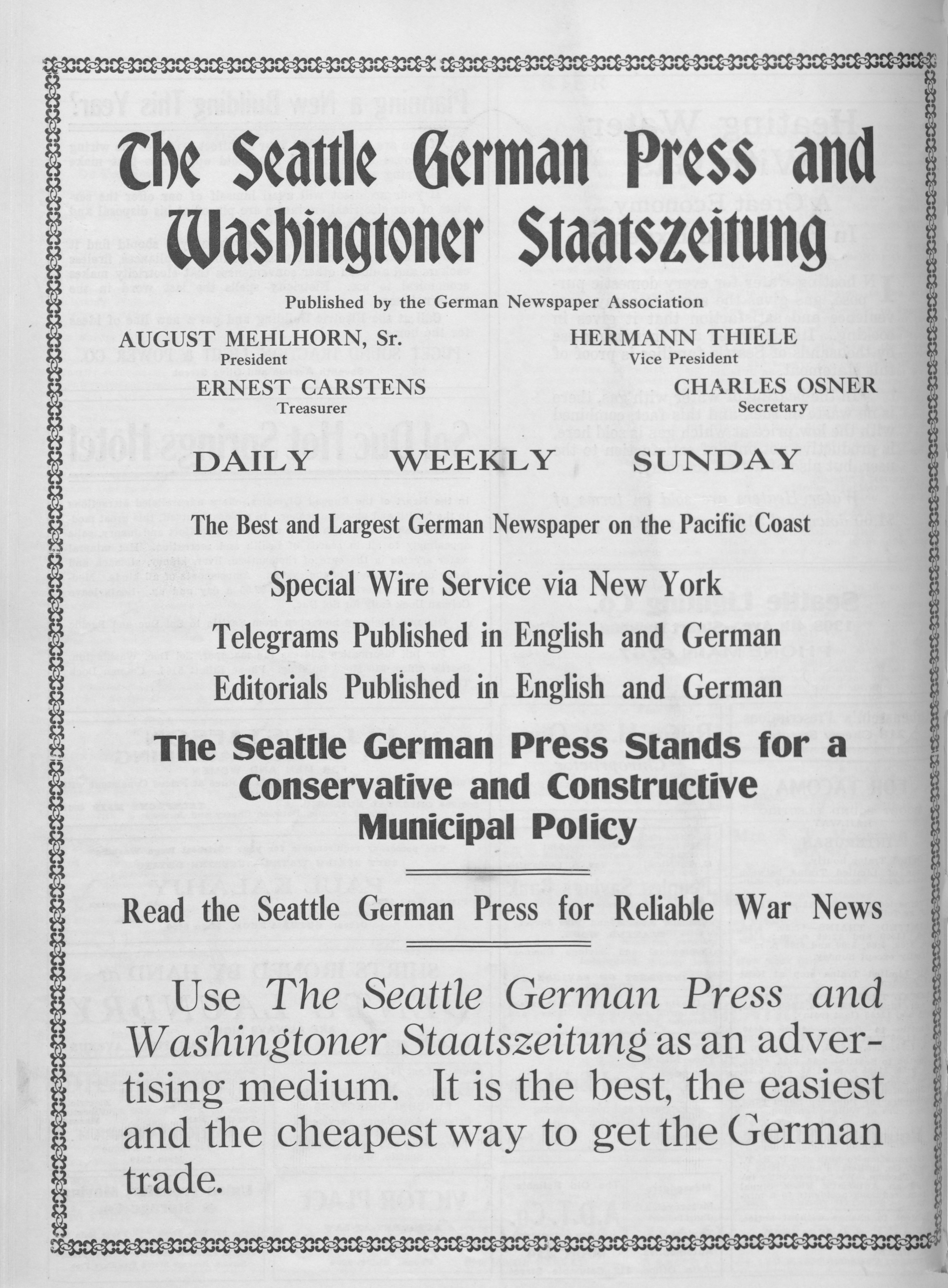
시애틀 잡지 <타운 크라이어>(1915년 8월 7일)에 실린 전면 광고는 시의 두 독일계 미국인 신문(영어판과 독일어판)을 홍보하며 "신뢰할 수 있는 전쟁 소식"을 약속한다.

이때까지 독일계 미국인들은 대개 독일과의 유대가 약했지만, 미국이 전쟁에 참전하면 받게 될 부정적인 대우를 두려워했다(그러한 부당한 대우는 이미 캐나다와 호주의 독일계 시민들에게 일어나고 있었다). 거의 아무도 독일 편에 개입할 것을 요구하지 않았고, 대신 중립을 요구하며 독일 문화의 우월성에 대해 이야기했다. 그러나 더 많은 국가들이 분쟁에 휘말리면서 영어 언론은 점차 영국을 지지하는 반면, 독일계 미국인 언론은 중립을 요구하면서 독일의 입장도 옹호했다. 시카고의 독일인들은 유럽으로의 모든 무기 선적에 대한 전면적인 금수 조치를 확보하기 위해 노력했다. 1916년, 시카고의 게르마니아에서는 대규모 군중이 전쟁 전에는 하지 않던 카이저의 생일을 축하했다. 1917년 초 독일계 미국인들은 여전히 중립을 요구했지만, 전쟁이 오면 미국에 충성할 것이라고 선언했다. 이 시점에는 그들은 이 문제에 대한 국가적 담론에서 거의 완전히 배제되었다. 위스콘신 밀워키의 독일계 미국인 사회주의자들은 전쟁 참전에 적극적으로 반대 운동을 벌였다.

### 기독교 교회와 평화주의자

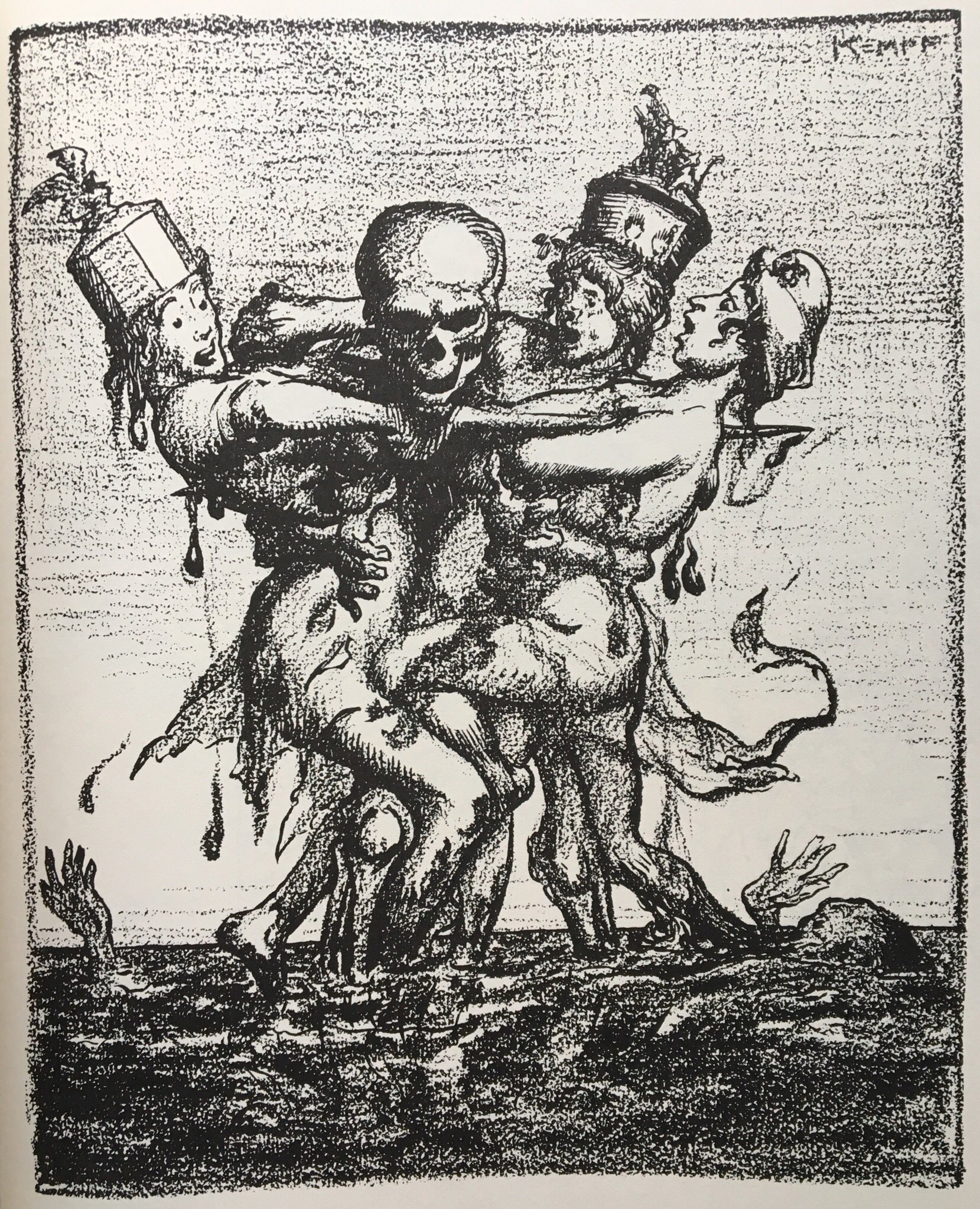
들어와라, 미국이여, 피가 좋다! (1917) M.A. 켐프프 작

대부분의 종교 단체(성공회 제외) 지도자들은 평화주의 경향을 보였고, 여성 운동 지도자들도 마찬가지였다. 감리교와 퀘이커교 등은 전쟁에 대해 목소리를 높여 반대했다. 독실한 장로교 신자였던 윌슨 대통령은 종종 전쟁을 선과 악의 관점에서 규정하며 종교적 지지를 호소했다.
제인 애덤스, 오스왈드 개리슨 빌라드, 데이비드 스타 조던, 헨리 포드, 릴리언 왈드, 캐리 채프먼 캣을 포함한 평화주의자들은 조직적인 노력을 기울였다. 그들의 목표는 교전국들을 회담 테이블로 불러들여 전쟁을 종식시키기 위한 윌슨의 노력을 격려하는 것이었다. 마침내 1917년 윌슨은 그들 중 일부에게 진정으로 반전주의자가 되려면 그가 "모든 전쟁을 끝내기 위한 전쟁"이 될 것이라고 약속한 것을 지지해야 한다고 설득했다.
전쟁이 선포되자, 사회복음주의를 지지했던 보다 진보적인 교파들은 모든 인류를 uplift할 정의를 위한 전쟁을 촉구했다. 그 주제는—미국 예외주의의 한 측면—하나님이 미국을 세상에 구원을 가져올 도구로 선택했다는 것이었다.
미국 가톨릭 주교들은 개입 문제에 대해 전반적으로 침묵을 지켰다. 수백만 명의 가톨릭 신자들이 교전국 양쪽에 거주했으며, 미국 가톨릭 신자들은 전쟁에 대한 미국 개입에 대한 의견에서 민족적 노선을 따라 분열되는 경향이 있었다. 당시 동부와 중서부의 가톨릭 신자 밀집 도시에는 아일랜드계, 독일계, 이탈리아계, 폴란드계, 영국계 등 단일 민족 그룹을 위한 여러 본당이 있는 경우가 많았다. 아일랜드계와 독일계 미국 가톨릭 신자들은 개입에 가장 강력하게 반대했다. 베네딕토 15세 교황은 평화를 협상하기 위해 여러 차례 시도했다. 그의 모든 노력은 연합국과 독일 모두에게 거부되었고, 전쟁 내내 바티칸은 엄격한 중립 정책을 유지했다.

### 유대계 미국인

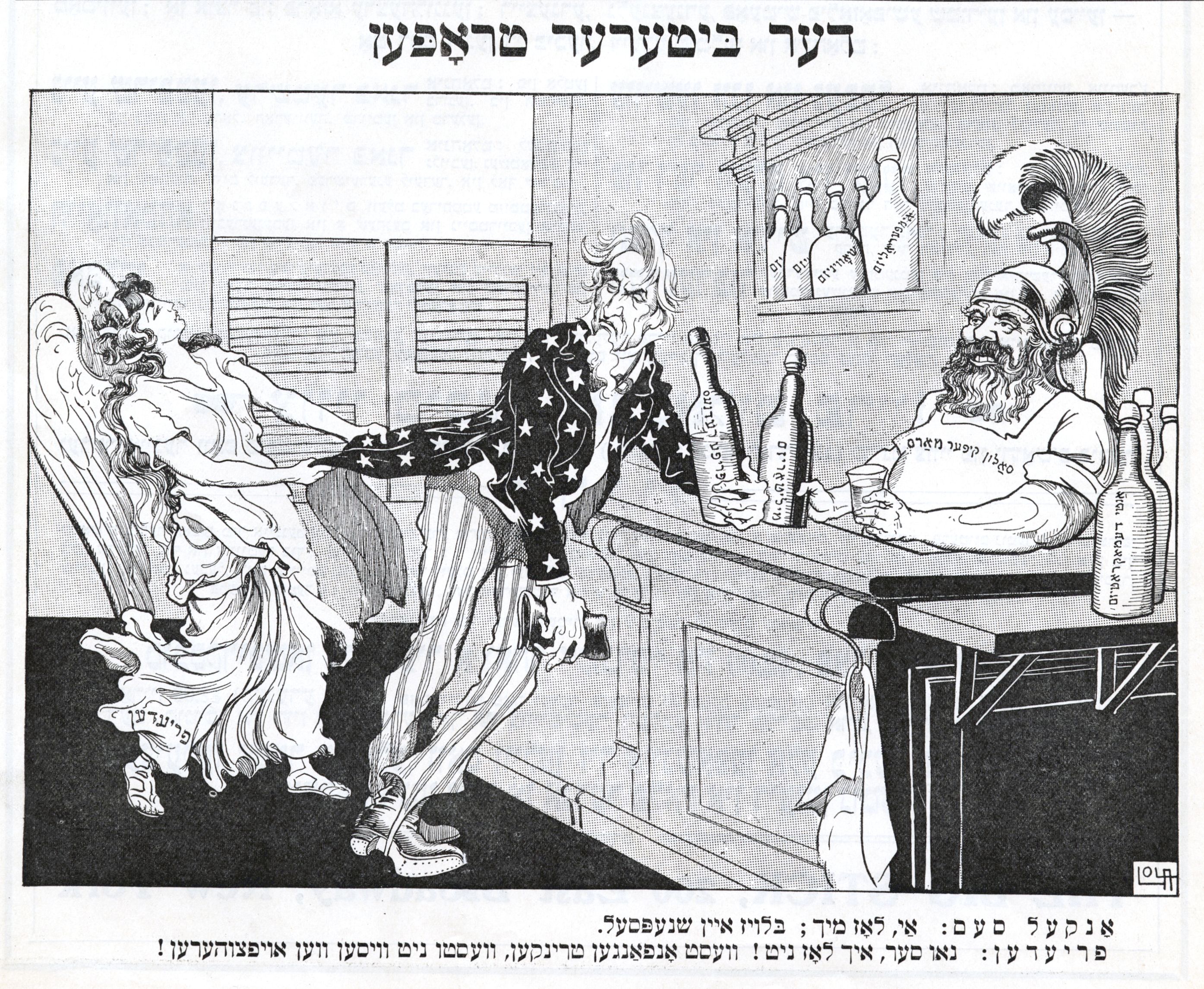
유대인 예술가 레온 이스라엘의 이디시 반전 만화는 평화의 의인화된 인물이 엉클 샘을 전쟁의 신 마르스의 술집에서 끌어내려고 하는 모습을 보여준다.

1914년~1916년에는 유대계 미국인 중 미국이 전쟁에 참전하는 것을 찬성하는 사람이 거의 없었다. 150만 명의 유대인 공동체가 있는 뉴욕시는 반전 운동의 중심지였으며, 이 중 상당수는 주로 정치적 좌파 성향의 노동조합이 조직했는데, 그들은 여러 강대국 간의 싸움으로 간주되는 전쟁에 반대했다.
일부 유대인 공동체는 전쟁 기간 동안 동유럽의 유대인 공동체에 대한 구호를 제공하기 위해 협력했는데, 이 공동체는 러시아군과 오스트리아-독일군의 전투, 기근, 초토화 정책으로 황폐화되었다.
유대계 미국인들에게 가장 큰 관심사는 포그롬을 용인하고 반유대주의 정책을 따랐다는 이유로 러시아의 차르 정부였다. 역사가 조지프 라파포트는 전쟁 중 이디시어 언론 연구를 통해 "미국 이민 유대인들의 친독일주의는 그들의 반러 감정의 불가피한 결과였다"고 보고했다. 그러나 1917년 러시아 2월 혁명으로 러시아가 공화국으로 전환되면서 러시아 편에서 전쟁에 참전하는 것을 거부했던 유대인들에게는 큰 장애물이 제거되었다. 징집은 뉴욕시에서 순조롭게 진행되었고, 시온주의자들이 전쟁을 이용해 이스라엘 건국을 요구할 가능성을 보면서 전쟁에 대한 좌파의 반대는 대체로 무너졌다.

### 아일랜드계 미국인
전쟁의 국내 반대자들 중 가장 효과적인 이들은 아일랜드계 미국 가톨릭 신자들이었다. 많은 이들이 유럽 대륙에 관심이 거의 없었으며, 영국과 대영 제국에 대한 전통적인 적대감에도 불구하고, 일부 아일랜드계 미국인들은 최근 통과된 1914년 아일랜드 정부법으로 인해 아일랜드 자치법이 허용되면서 연합국 지원 문제에 대해 보다 중립적인 입장을 취했다. 그러나 이 법은 전쟁이 끝날 때까지 유예되었다.
산 막 레만과 아일랜드 의회당 (IPP)은 아일랜드 자원병들이 먼저 미국의 친연합국 전쟁 노력을 지지해야 한다고 선언했다. 그의 정치적 반대자들은 영국이 "제국을 강화하고 확장하려는" 시도를 지지할 때가 아니라고 주장했다. IPP와 친연합국 언론에 대한 공격은 독일의 승리가 독립 아일랜드 국가의 달성을 가속화할 것이라는 확고한 믿음을 보여주었다. 그러나 아일랜드계 미국인 지도자들과 단체들은 독일을 대신하여 개입을 제안하는 대신 미국의 중립을 요구하는 데 집중했다. 하지만 아일랜드 민족주의 급진주의자들과 미국 내 독일 요원들 간의 접촉 증가는 아일랜드계 미국인들의 주된 충성심이 어디에 있는지에 대한 우려를 부채질했을 뿐이었다. 그럼에도 불구하고, 제1차 세계 대전에서 미군에 참전한 아일랜드 태생 미국인 약 1,000명이 사망했다. 1916년 4월 더블린의 부활절 봉기는 일주일 만에 진압되었고 지도자들은 총살형에 처해졌다. 주류 아일랜드 및 미국 언론은 봉기를 어리석고 잘못된 것으로 취급했으며, 나중에 영국 언론과 합세하여 봉기가 주로 독일인에 의해 계획되고 조직되었다고 의심했다. 전반적인 여론은 여전히 친연합국 성향을 유지했다.
미국의 많은 주요 도시에서 아일랜드계 미국인들은 민주당을 지배하여 윌슨이 그들의 정치적 견해를 고려하도록 강요했다. 아일랜드계 미국인들의 정치적 노력은 미국이 연합국의 목표와는 별개로 전쟁의 독자적인 목표를 설정하는 데 영향을 미쳤는데, 연합국의 목표는 주로 (다른 목표들 중에서도) 유럽의 다양한 국가와 민족 집단을 위한 자결권이었다. 윌슨은 전쟁 후 아일랜드 독립을 촉진할 것이라는 확신을 주어 그의 전쟁 정책에 대한 지지를 확보하는 데 도움을 주었다. 그러나 전쟁이 끝난 후 윌슨은 약속을 어겨 많은 아일랜드계 미국인들을 실망시켰다. 전반적으로 자결권의 이념적 지지자였음에도 불구하고, 윌슨은 아일랜드 상황을 순전히 영국의 국내 문제로 보았으며, 아일랜드의 분쟁과 불안을 제1차 세계 대전의 결과로 유럽의 다른 여러 민족들이 직면한 문제와 동일하게 인식하지 않았다.

### 친연합국 이민자들
일부 영국 이민자들은 개입을 위해 적극적으로 활동했다. 예를 들어 런던 태생의 시카고 산업계 거두인 새뮤얼 인설은 영국군이나 캐나다군에 자원병을 보내기 위해 열정적으로 돈, 선전, 수단을 제공했다. 미국이 참전한 후 인설은 일리노이주 방위위원회에서 주 동원을 조직하는 책임을 맡았다.
동유럽 출신 이민자들은 보통 미국 정치보다는 고향 정치에 더 관심이 많았다. 슬라브 이민자들의 대변인들은 연합국의 승리가 그들의 고향에 독립을 가져올 것이라고 희망했다. 자유주의적이고 민족주의적인 정서를 지닌 많은 헝가리 이민자들은 오스트리아-헝가리 제국으로부터 독립된 헝가리를 추구하며 전쟁에 찬성하고 대서양주의적 또는 친영적 인구 집단과 동맹을 맺었다. 이 공동체는 대체로 친영적이고 반독일적인 정서였다. 보스턴과 같은 도시의 알바니아계 미국인들도 전쟁 참전을 위해 운동을 벌였으며, 압도적으로 친영적이고 반독일적이었고, 전쟁이 오스만 제국으로부터 자유로운 독립 알바니아로 이어지기를 희망했다. 위스콘신주는 독일계 미국인, 사회주의자, 평화주의자 등 많은 사람들이 거주하여 가장 고립주의적인 주로 명성을 얻었지만, 예외적으로 그린베이와 같은 주 내 일부 지역이 있었다. 그린베이에는 전국에서 가장 큰 벨기에 이민자 공동체를 포함하여 많은 친연합국 이민자들이 있었고, 이 때문에 그린베이에서는 반독일 감정과 친전 감정이 전국 평균보다 훨씬 높았다. 알래스카에는 세르비아계 미국인 공동체가 많았으며, 이들도 제1차 세계 대전 참전에 열렬히 찬성했다. 당시 준주였던 알래스카의 경우, 수천 명의 세르비아 이민자와 세르비아계 미국인들이 전쟁 선포 직후 미군에 자원하여 참전했으며, 이 공동체는 그 전에도 미국의 전쟁 참전에 대해 공개적으로 찬성했다. 제1차 세계 대전 동안 많은 세르비아계 미국인들이 해외 전투에 자원했으며, 수천 명이 알래스카에서 왔다.

### 대중적 평화주의

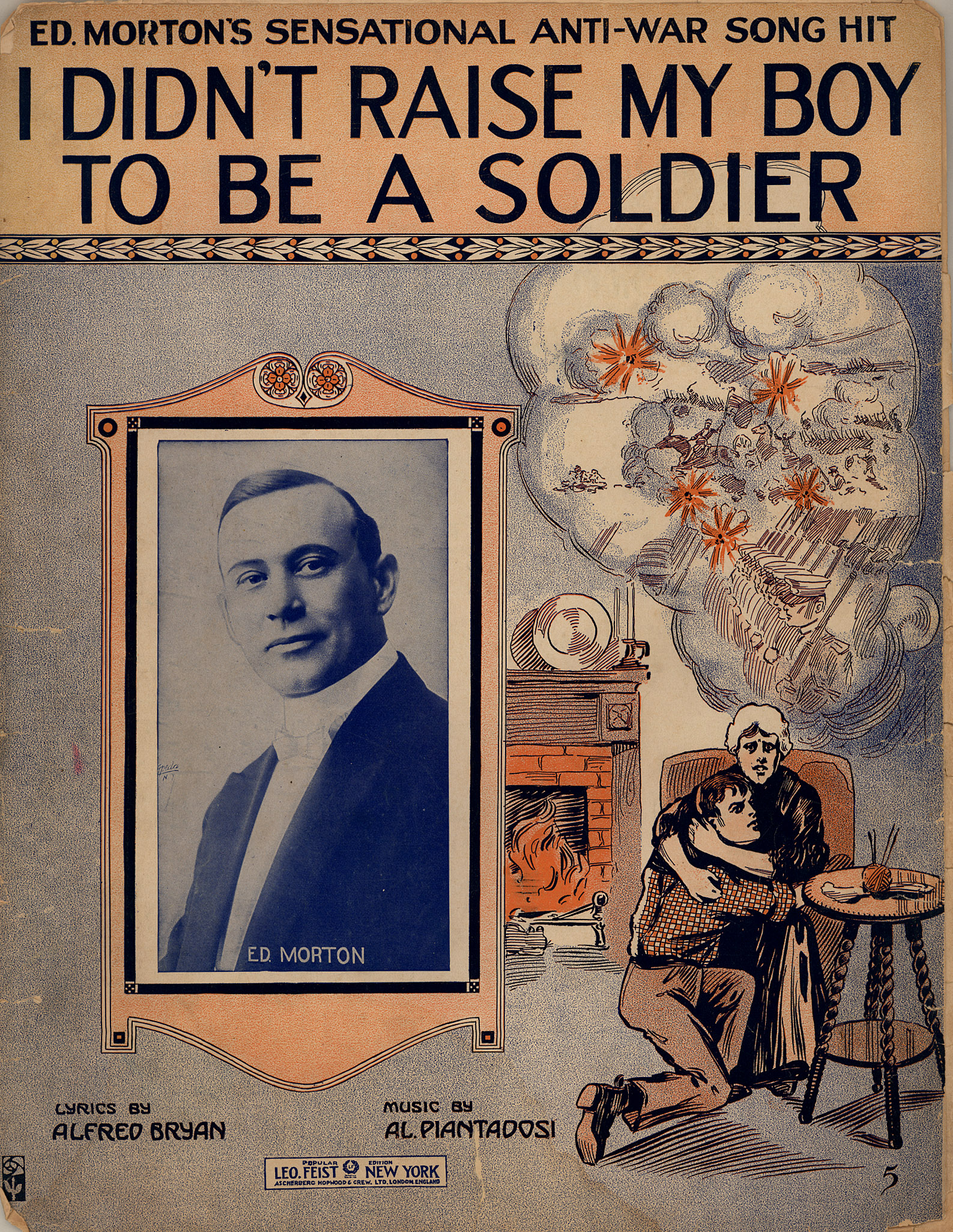
노래 "나는 내 아들을 군인으로 키우지 않았다"는 1915년 히트곡으로 65만 장이 팔렸다. 이 노래가 표현한 대중적인 평화주의적 정서는 "평화주의 운동을 강력하고 수량화할 수 있는 정치적 현실로 만드는 데 도움이 되었다."

헨리 포드는 "평화선" (오션 라이너 오스카 2세)에 수많은 활동가와 지식인들을 태운 대규모 민간 평화 사절단을 후원함으로써 평화주의 대의를 지지했다. 포드는 1915년 배를 전세 내어 저명한 평화 활동가들을 초대하여 유럽의 양측 지도자들을 만나게 했다. 그는 교전국들이 평화 회의를 소집하고 전쟁을 종식시키도록 유도할 만큼 충분한 홍보 효과를 내기를 희망했다. 이 임무는 언론에 의해 "바보들의 배"라고 조롱당했다. 활동가들 간의 내분, 탑승한 언론인들의 조롱, 그리고 독감 발병으로 인해 항해는 망가졌다. 배가 중립국인 노르웨이에 도착한 지 나흘 후, 지치고 육체적으로 병든 포드는 임무를 포기하고 미국으로 돌아왔다. 그는 독립적인 작은 노력이 아무것도 이룰 수 없음을 입증했다.

### 독일 요원들
1915년 7월 24일, 독일 대사관의 상업 무관인 하인리히 알베르트는 뉴욕시 기차에 서류 가방을 두고 내렸고, 기민한 비밀경호국 요원 프랭크 버크가 이를 채갔다. 윌슨은 신문들이 그 내용을 게재하도록 허락했는데, 이는 베를린이 친독 신문을 지원하고 영국의 전쟁 물자 구매를 막기 위한 조직적인 노력을 하고 있음을 보여주었다. 베를린의 최고 첩보원인 세련된 프란츠 린텔렌 폰 클라이스트는 캐나다에서 사보타주를 자금 지원하고, 미국과 멕시코 사이에 문제를 일으키고, 노동 파업을 선동하는 데 수백만 달러를 쓰고 있었다. 미국인들이 자유 사회가 전복에 얼마나 취약한지 점점 더 걱정하게 되면서 독일이 비난을 받게 되었다. 실제로 1916년~1919년 모든 계층의 미국인들이 가졌던 주요 두려움 중 하나는 스파이와 사보타주 요원들이 도처에 있다는 것이었다. 이러한 감정은 독일에 대한 두려움과 100% 충성심을 "증명"할 수 없는 모든 독일계 혈통의 사람들에 대한 의심을 불러일으키는 데 중요한 역할을 했다.

## 준비 운동
1915년까지 미국인들은 전쟁에 훨씬 더 많은 관심을 기울였다. 루시타니아호 침몰은 미국 민간인들의 사망으로 인해 여론에 큰 영향을 미쳤다. 그 해, 강력한 "대비" 운동이 일어났다. 지지자들은 미국이 방어를 위해 강력한 해군력과 지상군을 즉시 증강해야 한다고 주장했다. 암묵적인 가정은 미국이 조만간 싸울 것이라는 점이었다. 레너드 우드 장군(육군 참모총장을 지낸 후에도 현역으로 복무 중), 전 대통령 시어도어 루스벨트, 그리고 전 전쟁 장관 엘리후 루트와 헨리 스팀슨은 대비 운동의 원동력이었으며, 이와 함께 미국에서 가장 저명한 은행가, 산업가, 변호사 및 명문가 출신 인사들이 함께했다. 실제로, 상류층 변호사, 은행가, 학자, 북동부 정치인들로부터 주로 선발된 영향력 있는 미국인 집단인 "대서양주의" 외교 정책 기득권층이 등장했으며, 이들은 친영 국제주의의 한 흐름에 전념했다. 뉴욕 최고의 기업 변호사 중 한 명인 폴 D. 크래버스가 대표적인 인물이었다. 전쟁이 시작될 때 50대 중반이었던 크래버스에게 전쟁은 깨달음의 계기가 되었고, 이는 그의 남은 경력을 지배할 국제 문제에 대한 관심을 촉발시켰다. 강력한 친영주의자였던 그는 전쟁에 대한 미국의 개입을 강력히 지지했고, 긴밀한 영미 협력이 전후 국제 조직의 기본 원칙이 되기를 희망했다.

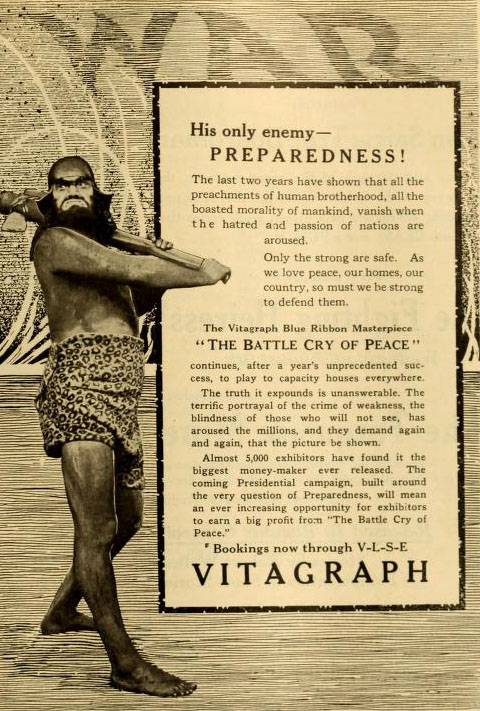
영화 평화의 외침 광고

준비 운동은 세계 문제에 대한 "현실주의" 철학을 가지고 있었다. 그들은 민주주의와 민족 자결과 같은 이상주의적인 대의에 초점을 맞춘 이상주의적인 십자군보다 경제력과 군사력이 더 결정적이라고 믿었다. 국가 방위의 취약한 상태를 거듭 강조하면서, 그들은 미국의 10만 명 육군이 11만 2천 명의 주방위군으로 증강된다 하더라도 독일군에 비해 20 대 1로 수적으로 열세라는 것을 보여주었다. 비슷한 시기인 1915년에는 영국과 그 제국, 프랑스, 러시아, 오스트리아-헝가리, 오스만 제국, 이탈리아, 불가리아, 루마니아, 세르비아, 벨기에, 일본, 그리스의 군대는 모두 미군보다 규모가 크고 경험이 풍부했으며, 여러 경우에서 상당히 그러했다.
그들에게 개혁은 UMT 또는 "보편적 군사 훈련"을 의미했다. 그들은 매년 18세가 되는 60만 명의 남성에게 6개월간 군사 훈련을 의무화하고, 그 후 예비군에 배정하는 국가 복무 프로그램을 제안했다. 소규모 정규군은 주로 훈련 기관 역할을 할 것이었다.
반군국주의자들은 그 계획이 미국을 독일(2년간의 현역 복무를 요구하는)처럼 만들 것이라고 불평했다. 옹호자들은 군사 "복무"가 시민권의 필수 의무이며, 그러한 복무가 제공하는 공통성 없이는 국가가 적대적인 민족 집단으로 분열될 것이라고 반박했다. 한 대변인은 UMT가 "요소를 아메리칸주의라는 하나의 공통된 덩어리로 융합시키기에 충분히 뜨거운 불꽃을 가진 진정한 인종의 용광로"가 될 것이라고 약속했다. 더욱이 그들은 징계와 훈련이 더 나은 보수를 받는 노동력을 만들 것이라고 약속했다. 당시 군 복무에 대한 적대감이 강했고, 이 프로그램은 승인을 받지 못했다. 제2차 세계 대전에서 전쟁 장관 스팀슨이 유사한 평화 시 보편적 복무 프로그램을 제안했을 때 그는 패배했다.
그들의 의지를 강조하며, 준비 운동은 플래츠버그와 다른 지역에 자체 여름 훈련 캠프를 설립하고 자금을 지원했는데, 이곳에서 4만 명의 대학 졸업생들이 체력을 단련하고 행진과 사격을 배웠으며, 결국 전시 장교단의 간부를 제공했다. 노동조합에서 재능 있는 노동 계급 청년들을 플래츠버그에 초대할 것을 제안했지만 무시되었다. 준비 운동은 노동 계급뿐만 아니라 대부분의 소도시 중산층 지도층과도 거리가 멀었다. 그들은 미국 주방위군을 정치화되고, 지역주의적이며, 장비가 열악하고, 훈련이 부족하며, 이상주의적인 십자군 운동에 너무 기울어져 있고(1898년 스페인과의 전쟁처럼), 세계 문제에 대한 이해가 너무 부족하다고 보았다. 반면에 주방위군은 주 및 지방 정치에 확고하게 뿌리내리고 있었고, 미국 사회의 매우 광범위한 계층의 대표성을 가지고 있었다. 주방위군은 (일부 북부 주에서는) 흑인을 동등하게 받아들인 몇 안 되는 국가 기관 중 하나였다.
민주당은 준비 운동을 위협으로 간주했다. 루스벨트, 루트, 우드는 공화당의 잠재적인 대통령 후보였다. 더 미묘하게는, 민주당은 주방위군을 높이 평가하는 지역주의에 뿌리를 두고 있었고, 유권자들은 애초에 부유하고 강력한 사람들에게 적대적이었다. 의회를 장악한 민주당과 협력하여 윌슨은 준비 세력을 제지할 수 있었다. 육군과 해군 지도자들은 국가의 군대가 훌륭한 상태라고 의회 앞에서 증언해야 했다.
실제로 육군과 해군 모두 전쟁을 위한 준비가 되어 있지 않았다. 해군은 훌륭한 함선을 가지고 있었지만, 윌슨은 멕시코를 위협하는 데 사용하고 있었고, 함대의 준비 상태는 좋지 않았다. 최신예이자 최대 규모의 전함인 USS 텍사스 (BB-35)와 USS 뉴욕 (BB-34)의 승무원들은 한 번도 총을 발사해 본 적이 없었으며, 선원들의 사기는 낮았다. 게다가 영국 해군과 독일 해군에 비해 수적으로 열세였고 화력도 약했다. 육군과 해군 항공대는 규모가 매우 작았다. 유럽 전쟁에서 영국, 독일, 프랑스, 오스트리아-헝가리, 이탈리아 등이 창조한 새로운 무기 체계가 쏟아져 들어왔음에도 불구하고 육군은 거의 관심을 기울이지 않았다. 예를 들어, 참호전, 제1차 세계 대전의 화학 무기, 중포병, 전차에 대한 연구를 전혀 하지 않았고, 항공전의 급격한 진화에 전혀 익숙하지 않았다. 의회의 민주당원들은 1915년에 군사 예산을 삭감하려고 했다. 준비 운동은 1915년 5월 루시타니아호 사건에 대한 분노의 물결을 효과적으로 이용하여 민주당이 군사 및 해군력에 대한 일부 개선을 약속하도록 강요했다. 해군에 대한 두려움이 덜했던 윌슨은 1920년대 중반까지 함대를 영국 왕립 해군과 동등하게 만들도록 설계된 장기 건설 프로그램을 수용했지만, 이는 제2차 세계 대전까지는 달성되지 않았다. "현실주의"가 여기서 작용하고 있었다. 제독들은 마한주의자였고 따라서 다른 어떤 함대에도 뒤지지 않는 중전함으로 구성된 수상함대를 원했다. 즉, 영국과 동등한 함대를 원했다. 잠수함전의 현실(전함이 아닌 구축함이 필요했다)과 독일(또는 심지어 영국)과의 임박한 전쟁 가능성은 단순히 무시되었다.

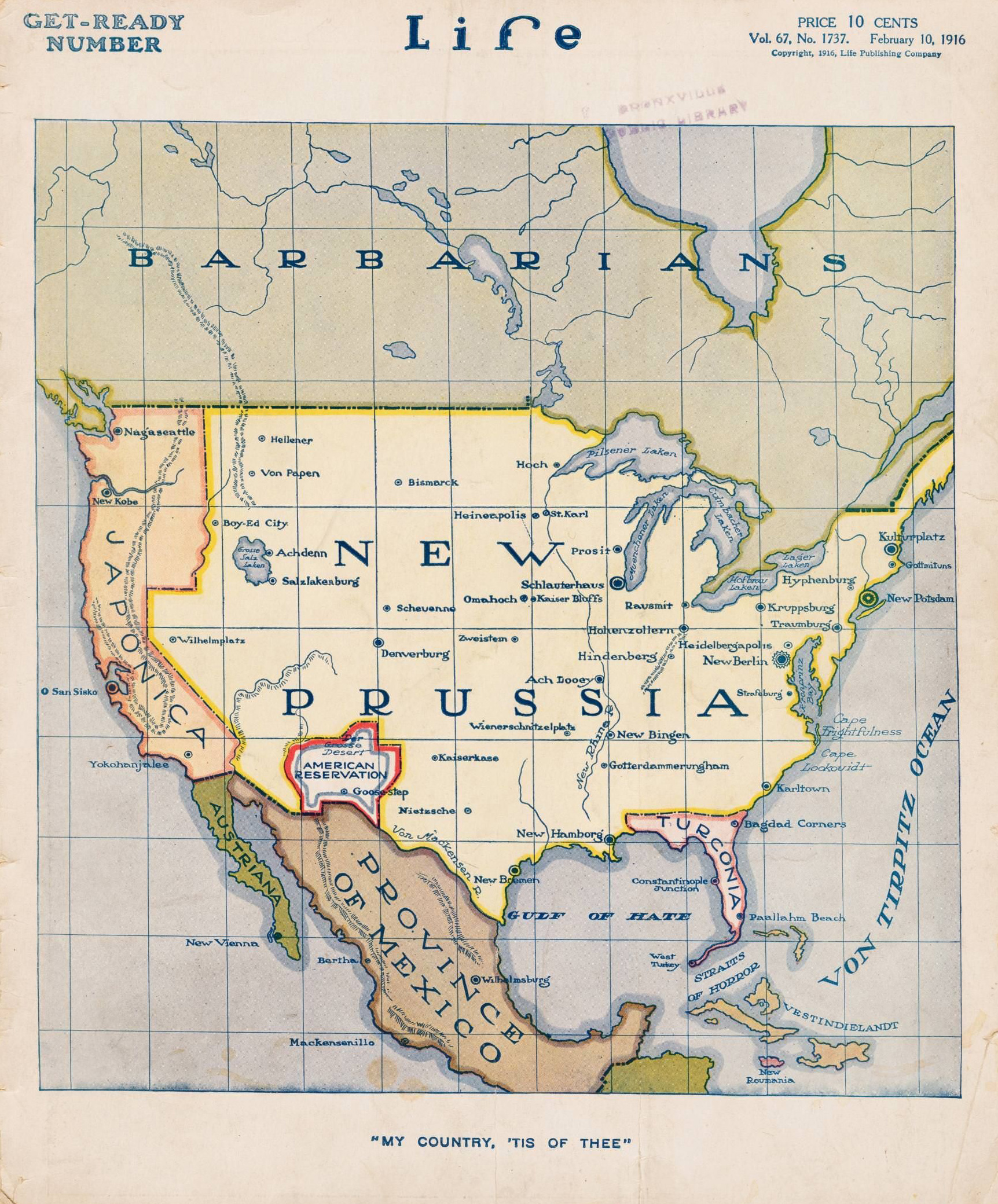
1916년 라이프 표지에 실린 중앙 동맹국에 의한 미국의 가상 분할 지도

윌슨의 육군 계획은 폭풍을 일으켰다. 린들리 개리슨 국방장관은 준비 지도자들의 제안, 특히 대규모 연방 예비군에 대한 강조와 주방위군 포기를 많이 받아들였다. 개리슨의 제안은 양당의 지역주의 정치인들을 격분시켰을 뿐만 아니라, 진보 운동의 자유주의적 날개가 공유하는 강력한 믿음을 침해했다. 그들은 전쟁에는 항상 숨겨진 경제적 동기가 있다고 느꼈다. 특히, 그들은 주요 전쟁 주동자들이 연합국에 30억 달러의 전쟁 대출을 해준 뉴욕 은행가들(예: J. P. 모건)이거나, 연합국에 군수품을 판매하는 이익을 취하는 군수품 제조업자들(예: 장갑을 만드는 베슬리헴 스틸, 화약을 만드는 듀폰) 및 통제할 세계 시장을 찾는 불특정 산업가들이라고 경고했다. 반전 비판가들은 그들을 비난했다. 라폴레트 상원의원은 특히 공화당의 보수주의적 날개에서 이러한 특수 이익이 너무 강력하다고 지적했다. 평화로 가는 유일한 길은 군비 축소라고 브라이언은 거듭 강조했다.
개리슨의 계획은 군사 계획과 국가 목표 간의 관계에 대한 평시 역사상 가장 치열한 전투를 촉발시켰다. 평시에는 육군 병기고와 해군 조선소가 군함, 포병, 해군포, 포탄 등 민간용으로 사용되지 않는 거의 모든 군수품을 제조했다. 식량, 말, 안장, 마차, 군복 등 민간 시장에서 구할 수 있는 품목은 항상 민간 계약자로부터 구매되었다. 장갑판(그리고 1918년 이후에는 항공기)은 한 세기 동안 끊임없는 논란을 일으켜온 예외였다. 제2차 세계 대전 이후, 병기고와 해군 조선소는 거대한 민간 항공기 및 전자 회사보다 훨씬 덜 중요해졌으며, 이들 회사는 "군산 복합체"의 두 번째 절반이 되었다. 헐 하우스의 제인 애덤스와 스탠포드의 데이비드 스타 조던과 같은 평화 지도자들은 그들의 노력을 배가시켰고, 이제는 윌슨 대통령이 "군국주의의 씨앗을 뿌리고 군사 및 해군 계급을 양성하고 있다"며 그에게 반대하는 목소리를 냈다. 많은 성직자, 교수, 농업 대변인, 노동 조합 지도자들이 이에 동참했으며, 클로드 키친과 그의 동료인 하원 군사위원회를 장악한 40여 명의 남부 민주당 의원들의 강력한 지지를 받았다.
깊은 곤경에 빠진 윌슨은 1916년 초 전국 순회 연설을 통해 자신의 대의를 국민들에게 호소했으며, 이는 그해 가을 재선 운동의 예행 연습이었다. 윌슨은 중산층을 설득한 것으로 보이지만, 주로 소수 민족 노동 계급과 깊은 고립주의 농민들에게는 거의 영향을 미치지 못했다. 의회는 여전히 움직이지 않으려 했고, 이에 윌슨은 개리슨을 클리블랜드의 민주당 시장이자 대비에 대한 공개적인 반대자였던 뉴턴 베이커로 교체했다(개리슨은 조용히 있었지만, 윌슨이 "이념은 높지만 원칙이 없는 사람"이라고 느꼈다). 그 결과는 1916년 5월에 통과된 타협안이었다. 전쟁은 계속되었고 베를린은 미국이 너무 약해서 무시해도 되는지 논의 중이었다. 육군은 병력 규모를 11,300명의 장교와 208,000명의 병사로 두 배 늘리고, 예비군은 없으며, 주방위군은 5년 안에 440,000명으로 확대할 것이었다. 새로운 장교를 위한 플래츠버그 모델의 여름 캠프가 승인되었고, 정부는 자체 질산 공장 건설을 위해 2천만 달러를 받았다. 대비 지지자들은 낙담했고, 반전론자들은 환호했다. 미국은 이제 전쟁에 나설 만큼 너무 약할 것이라고 생각했다.
하원은 윌슨의 해군 계획도 무산시켜, "대규모 해군" 계획을 189대 183으로 부결시키고 전함을 포기했다. 그러나 영국과 독일 간의 대규모 해전인 유틀란트 해전 소식이 전해졌다. 이 전투는 해상력의 우월성을 주장하는 해군주의자들에게 활용되었고, 그들은 상원에서 주도권을 잡고 하원 연합을 깨뜨려 모든 함종의 신속한 3년 증강을 승인했다. 새로운 무기 체계인 해군 항공은 350만 달러를 받았고, 정부는 자체 장갑판 공장을 건설할 권한을 부여받았다. 미군 전력의 바로 그 약점은 베를린이 1917년에 무제한 잠수함 공격을 시작하도록 부추겼다. 이는 미국과의 전쟁을 의미했지만, 미국 육군이 미미하고 새로운 전함이 1919년까지는 배치되지 않을 것이며 그때쯤이면 독일이 승리하여 전쟁이 끝날 것이라고 생각했기 때문에 즉각적인 위험을 무시할 수 있었다. 군비가 전쟁으로 이어진다는 주장은 뒤집혔다. 대부분의 미국인들은 1916년에 무장하지 않으면 미국에 대한 공격이 더 가능성이 높아진다고 두려워하게 되었다.

### 군대의 규모
미국은 유럽 열강들이 전쟁이 발발하기 수십 년 동안 참여했던 군비 경쟁에서 벗어나 있었다. 1916년 미군은 현역 병력이 10만 명을 조금 넘는 수준이었다. 그 무렵 프랑스, 영국, 러시아, 독일군은 모두 하루에 1만 명 이상이 사망하고 총 사상자가 20만 명을 넘는 전투를 치렀다. 다시 말해, 개입 직전의 미군 전체가 당시 전쟁의 특징이었던 전투에서 단 일주일 만에 전멸될 수도 있었다.
미국인들은 존경받을 만한 군대의 필요성을 점점 더 느끼고 있었다. 한 편집자는 "대규모 육군과 강력한 해군이 있다는 것은 외교 서신에서 우리가 하고 싶은 말을 훨씬 더 쉽게 할 수 있게 해준다는 점이 가장 좋다"고 말했다. 베를린은 지금까지 워싱턴이 화를 낼 때마다 물러서고 사과하여 미국의 자신감을 높였다. 미국의 권리와 명예는 점점 더 초점이 되었다. "평화"라는 슬로건은 "명예로운 평화"로 바뀌었다. 그러나 육군은 여전히 인기가 없었다. 인디애나폴리스의 한 징집병은 "여기 사람들은 군대 생활을 직업으로 삼는 것에 대해 올바른 태도를 취하지 않으며, 만약 이곳에서 입대하는 사람이 있다면 그는 종종 조용히 나가려고 한다"고 언급했다. 준비 운동은 대중 매체에 대한 쉬운 접근을 이용하여 국방부가 계획도, 장비도, 훈련도 거의 없고, 예비군도 없으며, 터무니없는 미국 주방위군과 전쟁에 대한 전적으로 부적절한 조직을 가지고 있다는 것을 보여주었다. 유럽 장군들이 수십, 수백 마일에 걸쳐 펼쳐진 전투 전선에서 여러 군단을 지휘하고 있을 때, 현역 미군 장군 중 사단 이상을 지휘해 본 사람은 아무도 없었다. 평화의 외침 (1915년)과 같은 영화는 미국의 본토 침략을 묘사하며 조치를 요구했다.

### 해군
미국 해군의 준비 태세와 능력은 논란의 여지가 있었다. 당시 언론은 독일 함대가 영국 왕립 해군에 의해 갇혀 있었음에도 불구하고 미군이 적군 함대가 뉴욕 항구를 점령하려는 시도에만 대비되어 있다고 보도했다. 조지퍼스 대니얼스 해군장관은 평화주의 성향의 언론인이었다. 그는 해군의 교육 자원을 확충하고 뉴포트 (로드아일랜드주)의 미국 해군참모대학교를 미래 제독들에게 필수적인 경험으로 만들었다. 그러나 그는 장교 식당에서 와인 금지, 해군사관학교에서 가혹 행위 금지, 군목과 YMCA 확충 등 도덕주의적 개혁으로 장교단을 소외시켰다.
대니얼스는 신문기자였기에 홍보의 가치를 잘 알았다. 1915년 그는 토머스 에디슨을 수장으로 하는 해군 자문위원회를 설립하여 저명한 과학자, 엔지니어, 산업가들의 조언과 전문 지식을 얻었다. 이는 기술, 해군 확장, 군사 준비 태세를 대중화했으며 언론에 잘 보도되었다. 그러나 코레타에 따르면 그는 국가의 전략적 필요성을 무시하고 전문가들의 조언을 경멸하며 육군-해군 합동위원회의 회의를 2년 동안 중단시켰는데, 이는 위원회가 달갑지 않은 조언을 했기 때문이었다. 그는 신조선에 대한 총독부의 권고를 절반으로 줄이고, 함선 건조 및 수리 조선소에서 장교의 권한을 축소했으며, 그의 부서 내 행정적 혼란을 무시했다. 미국 해군 역사상 가장 혁신적인 제독 중 한 명인 브래들리 피스크는 1914년 대니얼스의 최고 보좌관이었다. 그는 전쟁 준비를 위한 재조직을 권고했지만, 대니얼스는 거부했다. 대신 그는 1915년에 피스크를 교체하고 새로운 해군작전사령관 자리에 알려지지 않은 윌리엄 벤슨 대령을 앉혔다. 순응성을 이유로 선택된 벤슨은 교활한 관료였는데, 그는 독일과의 즉각적인 대결보다는 영국과의 궁극적인 대결 가능성을 위해 미 해군을 준비하는 데 더 관심이 있었다. 벤슨은 심스에게 "독일군만큼이나 영국군과도 싸울 것"이라고 말했다. 유럽에 관찰자를 파견하자는 제안은 막혔고, 이는 해군이 독일 잠수함 작전의 성공에 대해 알지 못하게 만들었다. 윌리엄 심스 제독은 전쟁 후 1917년 4월에 해군 전함의 10%만이 완전한 병력을 갖추고 있었고, 나머지는 선원의 43%가 부족했다고 주장했다. 경 대잠수함은 수가 적었는데, 마치 대니얼스가 2년 동안 외교 정책의 초점이었던 독일 잠수함의 위협을 알지 못했던 것과 같았다. 해군의 유일한 전쟁 계획인 "블랙 플랜"은 영국 왕립 해군이 존재하지 않고 독일 전함이 대서양과 카리브해를 자유롭게 돌아다니며 파나마 운하를 위협한다고 가정했다. 대니얼스의 임기는 비서관 프랭클린 D. 루스벨트의 활발한 노력 덕분에 덜 실패적이었을 뿐이었다. 그의 최신 전기 작가는 "대니얼스가 싸워야 할 전쟁에 해군을 준비시키지 않았다는 것은 사실이다"라고 결론 내린다.

## 전쟁 결정

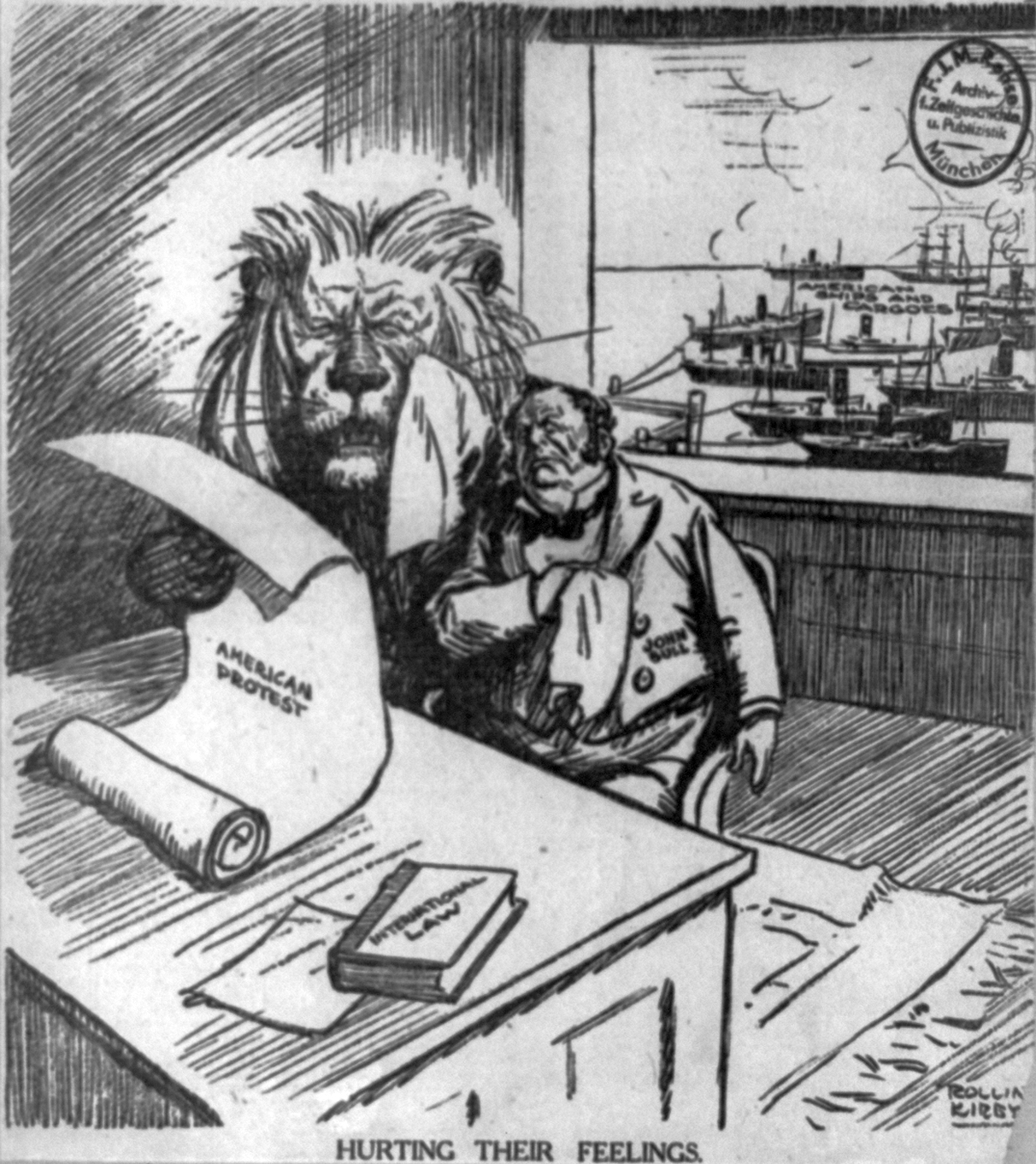
"그들의 감정을 상하게 하다": 1915년 11월 9일자 정치 만화는 영국 사자와 존 불이 미국 반전 시위에 대한 신문을 읽고 울고 있는 모습을 보여주며, 그들 뒤 항구에는 미국 선박과 화물이 보인다.

1916년까지 새로운 요인이 등장하고 있었다. 바로 국가적 자아 이익과 미국 민족주의였다. 유럽의 믿을 수 없는 사상자 수는 충격적이었다. 두 개의 거대한 전투에서 각각 100만 명 이상의 사상자가 발생했다. 분명 이 전쟁은 세계사에서 결정적인 사건이 될 것이었다. 평화적인 해결책을 찾으려는 모든 노력은 좌절되었다.

### 의사 결정
켄드릭 클레멘츠는 관료적 의사 결정이 미국이 독일에 선전포고하고 연합국과 동맹을 맺도록 이끈 주요 원인 중 하나라고 주장한다. 그는 잠수함이 단순히 전쟁 지역을 피하는 대신 순양함 규칙을 따르도록 요구한 것을 언급하며 다음과 같이 썼다. "1915년 2월에 설정된 잠수함전에 대한 미국 정책의 문제는 그것이 반드시 틀렸다는 것이 아니라, 그 함의나 대안에 대한 신중한 분석 없이 거의 우발적으로 결정되었다는 것이었다."
윌리엄 제닝스 브라이언 국무장관은 1914년 가을 대부분을 국무부와 연락을 끊고 지내, 보다 보수적인 로버트 랜싱이 당시 미국의 외교 정책을 형성할 수 있도록 했다. 이 기간 동안 랜싱이 내린 많은 사소한 결정들이 결국 쌓여 미국의 지지가 연합국 쪽으로 기울게 만들었다.
그러다 1915년 2월 U보트 작전이 발표되자, 랜싱은 "엄격한 책임"이라는 문구가 담긴 초안을 작성했다. 처음에는 설명되지 않았던 이 문구는 점차 무력 사용을 정당화하는 원칙이 되었다.

### 미국 상선의 침몰

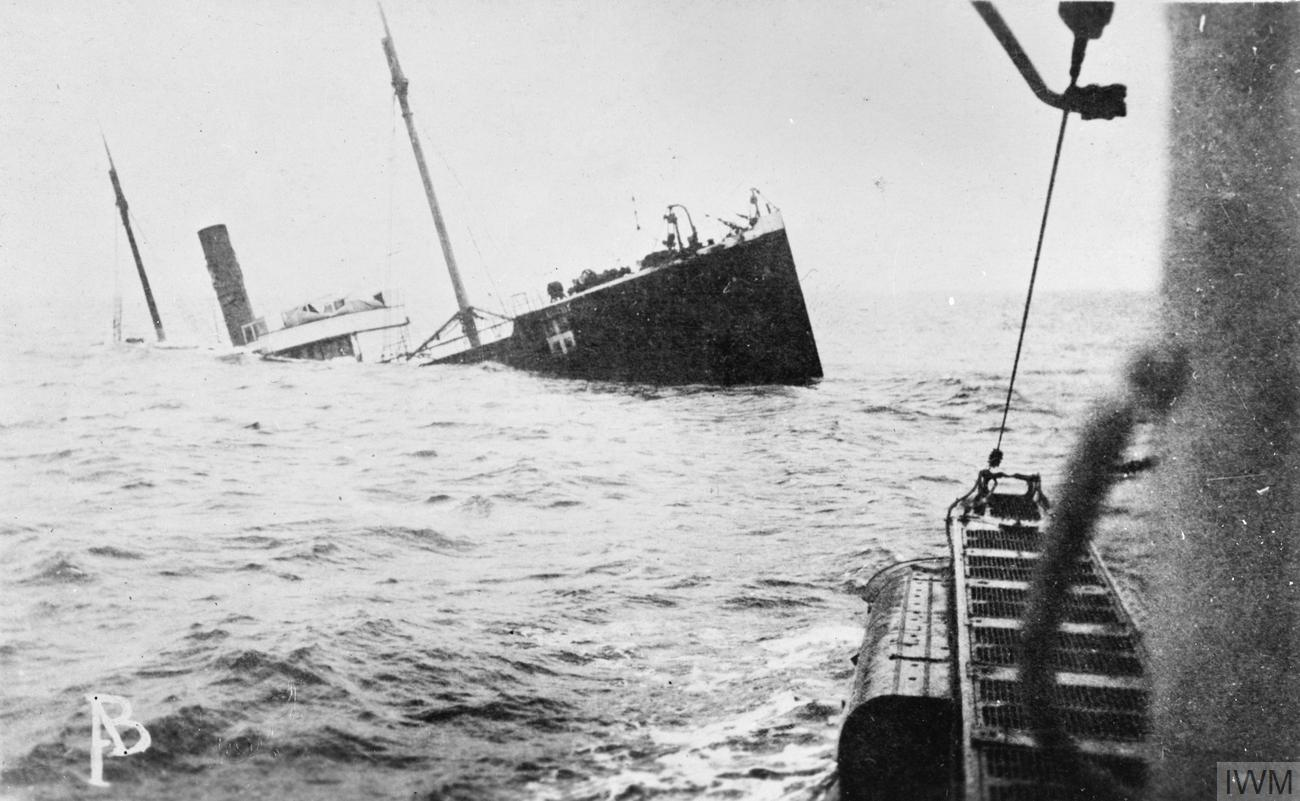
에서 바라본 일리노이호 침몰 장면

1917년 초, 빌헬름 2세 황제는 이 문제를 강행했다. 1917년 1월 9일 독일 황실 회의에서 논의된 후, 1917년 1월 31일 특정 전쟁 지역 내 중립 선박을 표적으로 삼는 결정이 대중에게 공개되었다. 이것이 미국의 전쟁 참전의 직접적인 원인이 되었다.
독일은 1917년 2월 3일부터 1917년 4월 4일까지 10척의 미국 상선을 침몰시켰지만, schooner Marguerite에 대한 소식은 윌슨이 선전포고에 서명한 후에야 도착했다.
격분한 여론은 이제 1917년 4월 2일 윌슨이 의회에 선전포고를 요청했을 때 압도적으로 그를 지지했다. 이는 1917년 4월 6일 합동 회의(상원뿐만 아니라)에서 승인되었고, 윌슨은 다음날 오후에 서명했다.
| 선박명           | 유형   | 날짜     | 미국인 사망자 | 총 사망자 | 위치           | 소유주                      | 침몰시킨 주체           |
| ---------------- | ------ | -------- | ------------- | --------- | -------------- | --------------------------- | ----------------------- |
| 후사토닉         | 화물선 | 2월 3일  | 0             | 0         | 실리 제도 해역 | 후사토닉 컴퍼니             | U-53 한스 로제          |
| 라이먼 M. 로     | 스쿠너 | 2월 12일 | 0             | 0         | 사르데냐 해역  | 조지 A. 카르딘 신디케이트   | U-35 로타르 폰 아르날트 |
| 알곤퀸           | 화물선 | 3월 12일 | 0             | 0         | 실리 제도 해역 | 아메리칸 스타 라인          | U-62 에른스트 하시겐    |
| 비질란시아       | 화물선 | 3월 16일 | 6             | 15        | 플리머스 해역  | 가스통, 윌리엄스 & 위그모어 | U-70 오토 분쉬          |
| 시티 오브 멤피스 | 화물선 | 3월 17일 | 0             | 0         | 아일랜드 해역  | 오션 스팀쉽 컴퍼니          | UC-66 허버트 푸스트쿠첸 |
| 일리노이         | 유조선 | 3월 17일 | 0             | 0         | 올더니 해역    | 텍사코                      | UC-21 라인홀트 살츠베델 |
| 힐턴             | 유조선 | 3월 21일 | 7             | 21        | 네덜란드 해역  | 스탠더드 오일               | 알 수 없음              |
| 아즈텍           | 화물선 | 4월 1일  | 11            | 28        | 브레스트 해역  | 오리엔탈 내비게이션         | U-46 레오 힐레브란트    |
| 마르그리트       | 스쿠너 | 4월 4일  | 0             | 0         | 사르데냐 해역  | 윌리엄 체이스               | U-35 로타르 폰 아르날트 |
| 미주리안         | 화물선 | 4월 4일  | 0             | 0         | 지중해         | 아메리칸-하와이안 라인      | U-52 한스 발터          |

### 치머만 전보

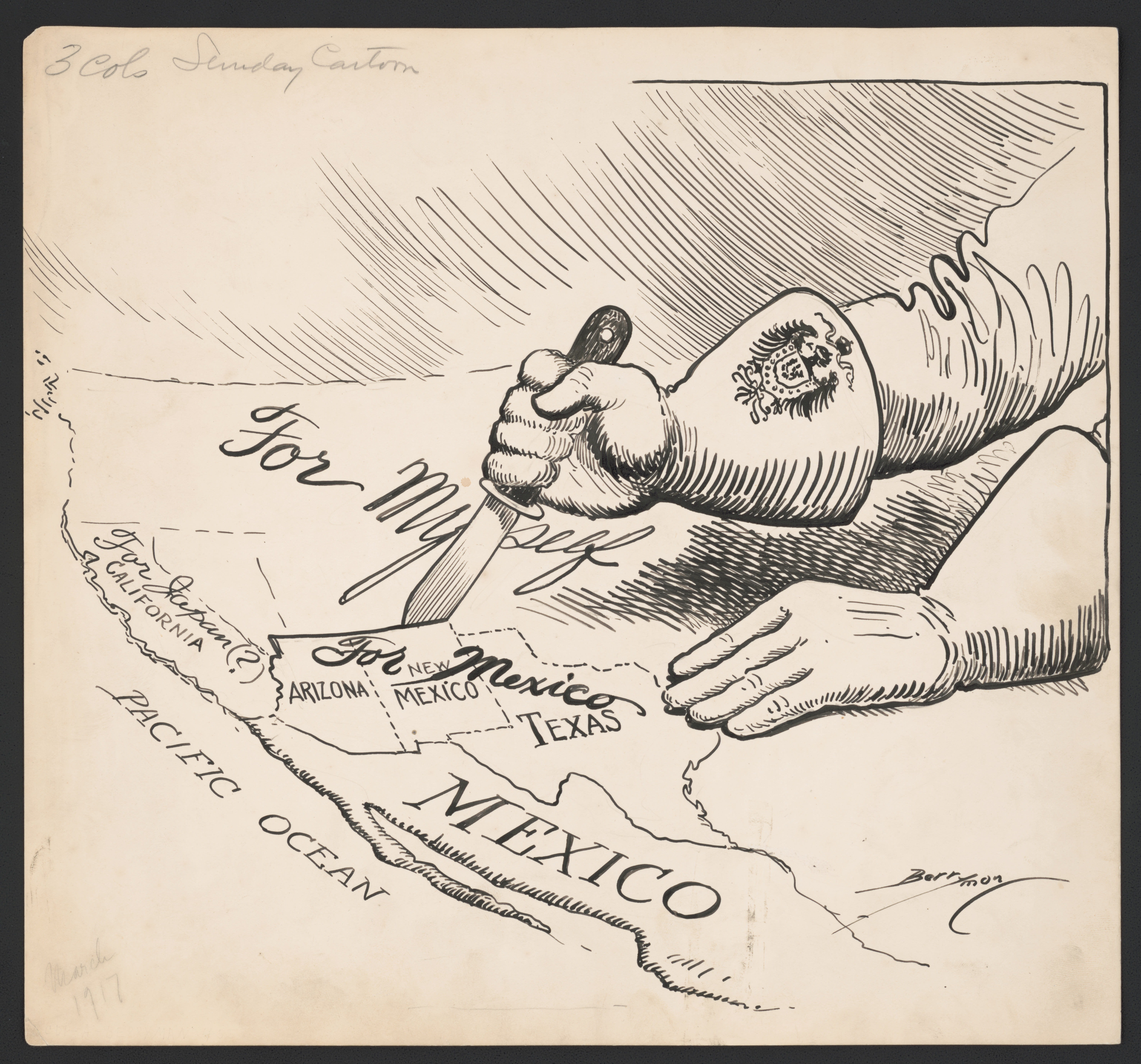
치머만 전보에 대한 1917년 정치 만화

독일은 무제한 잠수함 작전이 전쟁으로 이어질 것을 예상하고 발표에 앞서 새로운 동맹국, 특히 멕시코를 확보하려 했다. 아르투어 치머만 독일 외무장관은 1917년 1월 16일 멕시코에 치머만 전보를 보냈다. 치머만은 멕시코에게 (1848년 멕시코 할양지 이후 미국에 대한 불만을 알고 있었기 때문에) 미국이 독일에 선전포고하면 미국에 대항하는 전쟁에 참여할 것을 제안했다. 독일은 멕시코의 비용을 지불하고 1848년 미국에 강제로 합병된 영토를 회복하는 것을 돕겠다고 약속했다. 이 영토에는 현재의 캘리포니아, 네바다, 유타, 대부분의 애리조나, 뉴멕시코의 약 절반, 콜로라도의 4분의 1이 포함되었다.
영국 정보부는 이 전보를 가로채어 해독한 후 윌슨 행정부에 넘겼다. 백악관은 3월 1일 이를 언론에 공개했다. 이는 독일이 계속해서 미국 선박을 침몰시키는 동안에도 미국인의 분노를 더욱 증폭시켰고, 미국 상선 무장을 막기 위해 필리버스터를 벌이던 상원의 고립주의자들의 노력을 약화시켰다.

## 여론, 도덕주의, 그리고 국가 이익

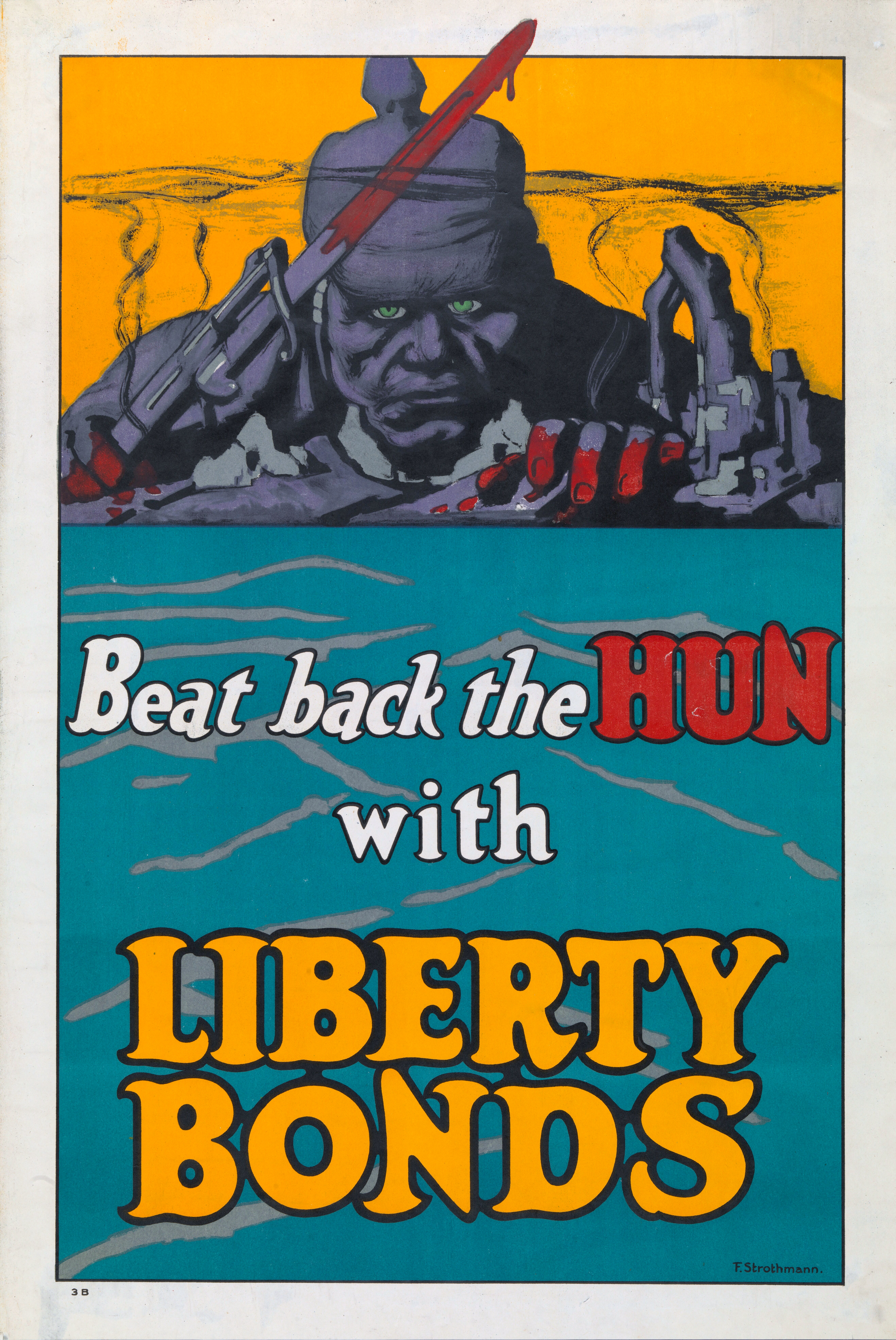
선전포고 후 전쟁 채권 포스터들은 독일을 부정적으로 묘사했다.

어니스트 R. 메이와 같은 역사가들은 미국의 전쟁 참전 과정을 3년 만에 여론이 급진적으로 변화한 사례로 접근했다. 1914년 대부분의 미국인들은 전쟁을 끔찍한 실수로 여기고 중립을 주장하며 전쟁에 참여하지 않겠다고 결심했다. 1917년에는 같은 대중들이 전쟁에 참전하는 것이 필요하고 현명하다고 강력하게 느꼈다. 군사 지도자들은 이 논쟁에서 거의 언급할 것이 없었고, 군사적 고려 사항은 거의 제기되지 않았다. 결정적인 질문은 도덕과 미래에 대한 비전과 관련이 있었다. 지배적인 태도는 미국이 자유와 민주주의 원칙에 헌신하는 유일한 위대한 국가로서 우월한 도덕적 지위를 가지고 있다는 것이었다. 반동적인 제국의 싸움에서 초연함으로써 그러한 이상을 보존할 수 있으며, 조만간 전 세계가 이를 이해하고 채택할 것이라는 것이었다. 1917년에 이 매우 장기적인 프로그램은 단기적으로 민주주의와 자유에 반대하는 강력한 세력이 승리할 심각한 위험에 직면했다. 도덕주의에 대한 강력한 지지는 종교 지도자들, 여성들(제인 애덤스가 이끌었음), 그리고 1913년부터 1916년까지 국무장관을 지낸 오랜 민주당 지도자 윌리엄 제닝스 브라이언과 같은 공인들로부터 나왔다. 가장 중요한 도덕주의자는 우드로 윌슨 대통령이었다. 그는 의사 결정을 너무나 완벽하게 지배하여 전쟁은 미국의 관점에서 "윌슨의 전쟁"이라고 불리게 되었다.

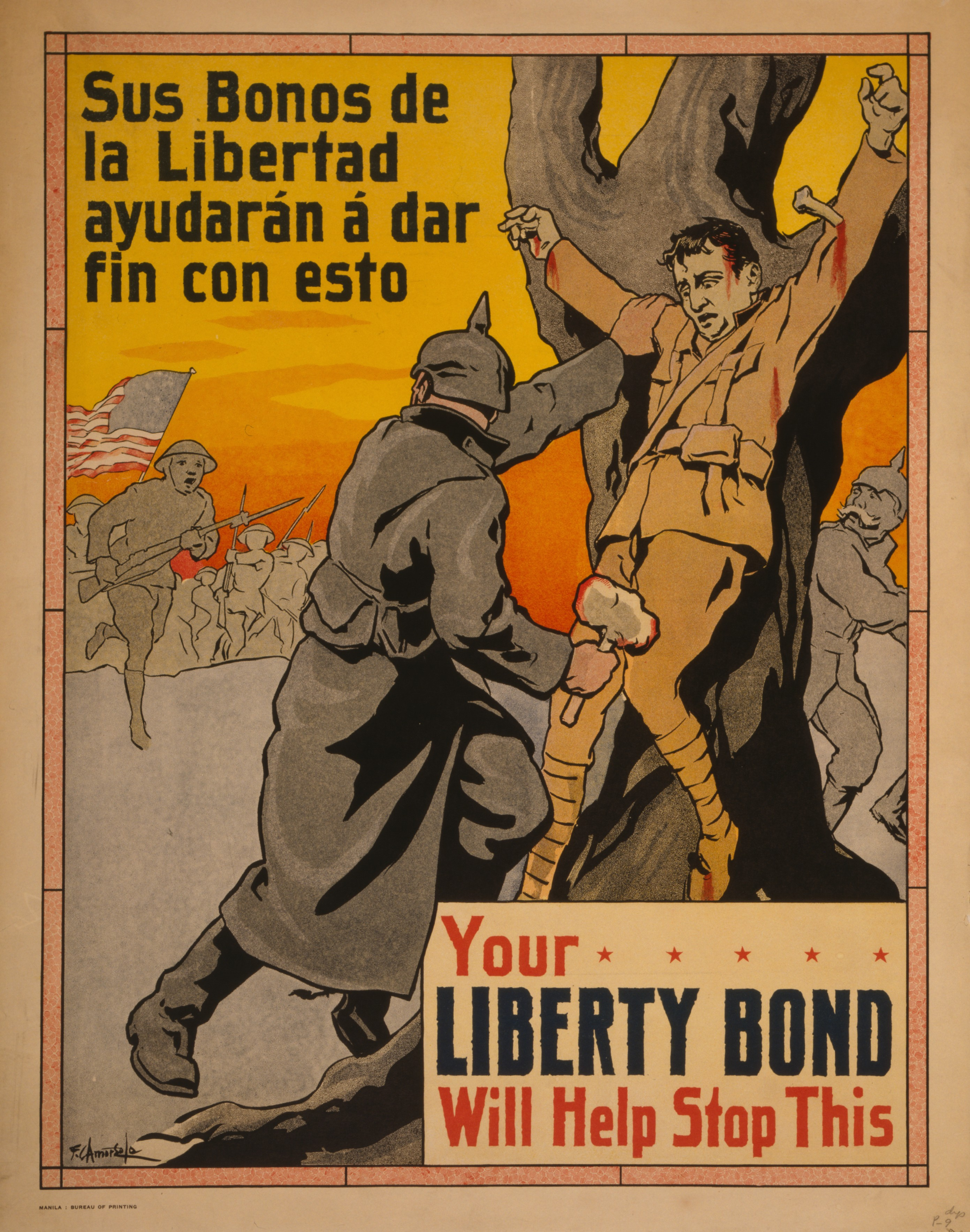
독일 병사들이 한 남자를 나무에 못 박는 모습과 그를 구하러 오는 미군 병사들을 묘사한 포스터(1917년)

1917년, 윌슨은 "세계를 민주주의를 위한 안전한 곳으로 만들기 위한 전쟁"을 선언함으로써 대부분의 도덕주의자들의 지지를 얻었다. 그들의 이상을 진정으로 믿는다면, 지금이 싸울 때라고 그는 설명했다. 그러자 문제는 미국인들이 그들이 깊이 믿는 것을 위해 싸울 것인가 하는 것이었고, 그 대답은 "예"라는 압도적인 대답으로 나타났다. 이러한 태도의 일부는 1917년의 정신에 의해 동원되었고, 이는 1776년의 정신 (정서)을 불러일으켰다.
당시와 1930년대의 반전 운동가들은 도덕주의와 이상주의의 겉모습 뒤에 숨겨진 동기가 있었을 것이라고 주장했다. 일부는 연합국에 30억 달러의 전쟁 대출을 해준 뉴욕시 은행가들이나, 연합국에 군수품을 판매하는 철강 및 화학 회사들의 음모를 제기했다. 이 해석은 좌파 진보주의자들(위스콘신주 로버트 라폴레트 상원의원이 이끌었음)과 민주당의 "농업" 파벌(하원 세입위원회 위원장 포함) 사이에서 인기가 있었다. 그는 전쟁에 강력히 반대했으며, 전쟁이 발발하자 부자들이 가장 많이 세금을 내도록 세법을 개정했다. (1930년대에는 1930년대 중립법이 통과되어 금융적 얽힘이 국가를 전쟁으로 끌어들이는 것을 막았다.) 1915년 브라이언은 윌슨의 친영 감정이 그의 정책에 부당하게 영향을 미쳤다고 생각하여, 항의의 표시로 국무장관직을 사임한 최초의 인물이 되었다.
그러나 역사가 해럴드 C. 시레트(Harold C. Syrett)는 사업가들이 대체로 중립을 지지했다고 밝혔다. 다른 역사가들은 친전파가 이윤이 아니라 독일이 실제로 한 일, 특히 벨기에에서 한 일과 그것이 미국 이상에 미치는 위협에 대한 혐오감에 의해 고무되었다고 주장한다. 독일군이 민간인을 처형하고, 영국인 간호사 에디스 카벨을 처형하면서 벨기에는 대중의 동정을 얻었다. 벨기에의 잔학 행위에 더해, 미국인들이 혐오하는 새로운 무기들, 예를 들어 독가스와 체펠린이 런던에 폭탄을 투하하여 무고한 민간인을 공중 폭격하는 것이 있었다. 반전론자들조차 독일이 무죄라고 주장하지 않았고, 친독일적인 각본은 좋지 않은 반응을 얻었다.
랜돌프 본은 도덕주의 철학이 윌슨 대통령과 같은 미국의 지식인 및 권력 엘리트들이 불필요한 전쟁을 정당화하기 위한 것이라고 비판했다. 그는 전쟁 추진이 대기업의 지원을 받은 준비 운동에서 시작되었다고 주장한다. 대기업은 중립에서 가장 많은 이점을 얻기 때문에 준비 운동 이상으로 추진하지 않았을 것이지만, 이 운동은 결국 도덕주의를 가장한 전쟁 지지 지식인들이 이끄는 전쟁 구호로 발전했을 것이다. 본은 미국 엘리트들이 전쟁이 수반할 것과 미국인들의 생명에 미칠 대가를 충분히 알고 있었다고 믿는다. 만약 미국 엘리트들이 미국의 전쟁 역할을 고귀하게 묘사할 수 있다면, 그들은 일반적으로 고립주의적인 미국 대중에게 전쟁이 용납될 수 있다고 설득할 수 있을 것이다.
무엇보다도 미국인들의 독일에 대한 태도는 1915년 RMS 루시타니아호와 다른 여객선을 경고 없이 침몰시킨 U보트에 집중되었다. 이는 미국인들에게 중립국으로서 미국의 권리에 대한 용납할 수 없는 도전이자 인류에 대한 용서할 수 없는 모욕으로 보였다. 반복적인 외교적 항의 끝에 독일은 중단하기로 동의했다. 그러나 1917년 독일 군사 지도부는 "군사적 필요성"이 잠수함의 무제한 사용을 지시한다고 결정했다. 황제의 고문들은 미국이 경제적으로는 엄청나게 강력하지만 군사적으로는 너무 약해서 아무런 차이도 만들 수 없다고 느꼈다.
제1차 세계 대전이 끝난 지 20년 후, 미국인의 70%가 전쟁에 대한 미국의 참여가 실수였다고 생각했다.

## 선전포고

### 독일
1917년 4월 2일, 윌슨은 의회 합동 회의에 독일 제국에 선전포고할 것을 요청하며 "우리는 사적인 목적을 가지고 있지 않다"고 선언했다. 그는 갈등을 더 좋은 생각으로 보이게 하기 위해 이상적으로 묘사하며, 전쟁이 "세계를 민주주의를 위한 안전한 곳으로 만들 것"이며 나중에는 "전쟁을 끝내기 위한 전쟁"이 될 것이라고 말했다. 미국은 전쟁에 참전할 도덕적 책임이 있다고 윌슨은 선언했다. 세계의 미래는 전장에서 결정되고 있었고, 미국의 국익은 발언권을 요구했다. 윌슨의 상황 정의는 폭넓은 찬사를 받았고, 실제로 그 이후로 세계 및 군사 문제에서 미국의 역할을 형성해 왔다. 윌슨은 동맹국이 승리하면 미국에 나쁜 결과를 초래할 것이라고 믿었다. 독일은 유럽 대륙을 지배하고 아마도 해상 통제권도 얻었을 것이다. 민주주의, 자유주의, 독립을 확산하려는 꿈은 산산조각 났을 것이다. 반면에 연합국이 도움 없이 승리했다면, 그들은 미국의 상업적 이익을 무시하고 세계를 분할할 위험이 있었다. 그들은 이미 정부 보조금, 관세 장벽, 통제된 시장을 이용하여 미국 사업가들의 경쟁에 대응할 계획이었다. 해결책은 윌슨에 따르면 "승리 없는 평화"라는 세 번째 길이었다.
1917년 4월 6일, 의회는 전쟁을 선포했다. 상원에서는 결의안이 82대 6으로 통과되었으며, 해리 레인, 윌리엄 J. 스톤, 제임스 바다만, 아슬레 그로나, 로버트 M. 라폴레트 시니어, 조지 W. 노리스 상원의원이 반대표를 던졌다. 하원에서는 373대 50으로 통과되었으며, 노스캐롤라이나주의 고위 민주당원인 클로드 키친이 눈에 띄게 반대했다. 또 다른 반대자는 의회 최초의 여성인 저넷 랭킨이었다. 거의 모든 반대는 서부와 중서부에서 나왔다.

### 오스트리아-헝가리
미국 상원은 74대 0으로 1917년 12월 7일 오스트리아-헝가리에 선전포고했는데, 오스트리아-헝가리가 미국과의 외교 관계를 단절하고, 무제한 잠수함 작전을 사용했으며, 독일과의 동맹을 맺었기 때문이라고 인용했다. 선전포고는 미국 하원에서 365대 1로 통과되었다.
윌슨 대통령은 또한 헨리 캐벗 로지 상원의원과 독일의 동맹국인 오스만 제국과 불가리아에 대한 선전포고를 요구한 시어도어 루스벨트 전 대통령의 압력을 받았다. 윌슨 대통령은 1917년 12월 의회에 "나는... 의회가 즉시 미국이 오스트리아-헝가리, 튀르키예, 불가리아와 전쟁 상태임을 선포할 것을 권고한다"는 성명을 작성했다. 그러나 추가 협의 끝에 독일의 다른 동맹국들과의 전쟁 결정은 연기되었다.

## 같이 보기
- 제1차 세계 대전의 원인
- 제1차 세계 대전의 외교사
- 우드로 윌슨 행정부의 외교 정책
- 이탈리아의 제1차 세계 대전 참전
- 일본의 제1차 세계 대전 참전
- 미국의 평화주의
- 제1차 세계 대전의 미국
- 제1차 세계 대전 기간 미국의 국내 전선

## 참고 자료
- Ambrosius, Lloyd E. "Woodrow Wilson and George W. Bush: Historical Comparisons of Ends and Means in Their Foreign Policies," Diplomatic History, 30 (June 2006), 509–43.
- Bassett, John Spencer. Our War with Germany: A History (1919)  online edition
- Brands, H.W. Theodore Roosevelt (2001)OCLC 50431515, full biography
- Clements, Kendrick A. "Woodrow Wilson and World War I," Presidential Studies Quarterly 34:1 (2004).
- Clifford, J. Garry. Citizen Soldiers: The Plattsburgh Training Camp Movement, 1913–1920 (1972)
- Cooper, John Milton. The vanity of power: American isolationism and the First World War, 1914–1917 (1969).
- Cooper, John Milton. Woodrow Wilson. A Biography (2009), Major scholarly biography.
- Costrell, Edwin. How Maine viewed the war, 1914–1917, (1940)OCLC 475605726
- Crighton, John C. Missouri and the World War, 1914–1917: a study in public opinion (University of Missouri, 1947) OCLC 831309569
- Coffman, Edward M. The War to End All Wars: The American Military Experience in World War I (1998) ISBN 0-8131-0955-8 OCLC 38842092
- Cummins, Cedric Clisten. Indiana public opinion and the World War, 1914–1917, (1945)
- Davis, Allen F. American Heroine: The Life and Legend of Jane Addams. (Oxford University Press, 1973) ISBN 0-19-501694-7 OCLC 714527
- Doenecke, Justus D. Nothing Less Than War: A New History of America's Entry into World War I (2011) 433 pages; comprehensive history ISBN 978-0-8131-3002-6 OCLC 682895305
- Esposito, David M. The Legacy of Woodrow Wilson: American War Aims in World War I. (Praeger, 1996) 159pp ISBN 0-275-95493-5 OCLC 33244422
- Finnegan, John P. Against the Specter of a Dragon: The Campaign for American Military Preparedness, 1914–1917. (1975). ISBN 0-8371-7376-0 OCLC 983933
- Floyd, M. Ryan (2013). Abandoning American Neutrality: Woodrow Wilson and the Beginning of the Great War, August 1914 – December 1915. New York: Palgrave Macmillan. ISBN 978-1-137-33411-4 OCLC 836748335
- Fordham, Benjamin O. "Revisionism reconsidered: exports and American intervention in World War I." International Organization 61#2 (2007): 277–310.
- Grubbs, Frank L. The Struggle for Labor Loyalty: Gompers, the A. F. of L., and the Pacifists, 1917–1920. 1968. OCLC 640024383
- Hannigan, Robert E. The Great War and American Foreign Policy, 1914–24 (2016) excerpt
- Hodgson, Godfrey. Woodrow Wilson's Right Hand: The Life of Colonel Edward M. House. 2006. ISBN 0-300-09269-5 OCLC 61864854 335pp
- Keene, Jennifer D. "Americans Respond: Perspectives on the Global War, 1914–1917." Geschichte und Gesellschaft 40.2 (2014): 266–286. online
- Kennedy, David M. Over Here: The First World War and American Society (1982), covers politics & economics & society ISBN 0-19-502729-9 OCLC 6085939
- Kennedy, Ross A. "Preparedness," in Ross A. Kennedy ed., A Companion to Woodrow Wilson 2013. pp. 270–86 ISBN 978-1-4443-3737-2 OCLC 808244737
- Kennedy, Ross A. Woodrow Wilson, World War I, and America’s Strategy for Peace and Security (2009).
- Koistinen, Paul. Mobilizing for Modern War: The Political Economy of American Warfare, 1865–1919 Lawrence: University Press of Kansas, 1997.
- Knock, Thomas J. To End All Wars: Woodrow Wilson and the Quest for a New World Order New York : Oxford University Press, 1992. ISBN 0-19-507501-3 OCLC 25317305
- Lemnitzer, Jan Martin. "Woodrow Wilson’s Neutrality, the Freedom of the Seas, and the Myth of the 'Civil War Precedents'." Diplomacy & Statecraft 27.4 (2016): 615–638.
- Link, Arthur S. Woodrow Wilson and the Progressive Era, 1910–1917. 1972.
- Link, Arthur S. Wilson: The Struggle for Neutrality: 1914–1915 (1960); Wilson: Confusions and Crises: 1915–1916 (1964); Wilson: Campaigns for Progressivism and Peace: 1916–1917 (1965) all 3 volumes are online at ACLS e-books
- Link, Arthur S. Wilson the Diplomatist: A Look at His Major Foreign Policies Baltimore: Johns Hopkins Press, 1957.OCLC 475072
- Link, Arthur S. Woodrow Wilson and a Revolutionary World, 1913–1921. 1982.
- Link, Arthur S. Woodrow Wilson: Revolution, War, and Peace. Arlington Heights, IL: AHM Pub. Corp., 1979. ISBN 0-88295-798-8 OCLC 5244770
- Livermore, Seward W. Politics Is Adjourned: Woodrow Wilson and the War Congress, 1916–1918. 1966.
- McCallum, Jack. Leonard Wood: Rough Rider, Surgeon, Architect of American Imperialism. New York : New York University Press, 2006. ISBN 978-0-8147-5699-7 OCLC 60402000
- McDonald, Forrest. Insull: The Rise and Fall of a Billionaire Utility Tycoon (2004)
- May, Ernest R. The World War and American Isolation, 1914–1917 (1959) online at ACLS e-books, highly influential study
- Nash, George H. Life of Herbert Hoover: The Humanitarian, 1914–1917 (Life of Herbert Hoover, Vol. 2) (1988)
- O'Toole, Patricia. When Trumpets Call: Theodore Roosevelt after the White House. New York : Simon & Schuster, 2005. ISBN 0-684-86477-0 OCLC 56921011
- Perkins, Bradford. The Great Rapprochement: England and the United States, 1895–1914 1968.
- Peterson, H. C. Propaganda for War: The Campaign Against American Neutrality, 1914–1917. Norman, OK: University of Oklahoma Press, 1968.
- Petkov, Petko M. (1991). 《The United States and Bulgaria in World War I》. Boulder: Eastern European Monographs. ISBN 9780880332033.
- Rothwell, V. H. British War Aims and Peace Diplomacy, 1914–1918. 1971.
- Safford, Jeffrey J. Wilsonian Maritime Diplomacy, 1913–1921. 1978.
- Smith, Daniel. The Great Departure: The United States and World War I, 1914–1920. 1965.
- Sterba, Christopher M. Good Americans: Italian and Jewish Immigrants during the First World War. 2003. 288 pp. ISBN 0-19-514754-5 OCLC 49576532
- Tuchman, Barbara W. (1985). 《The Zimmermann Telegram》. Random House Publishing. ISBN 0-345-32425-0.
- Tucker, Robert W. Woodrow Wilson and the Great War: Reconsidering America's Neutrality, 1914–1917. 2007. ISBN 978-0-8139-2629-2
- Venzon, Anne Cipriano, ed. The United States in the First World War: An Encyclopedia New York: Garland Pub., 1995. ISBN 0-8240-7055-0 OCLC 32013365
- Ward, Robert D. "The Origin and Activities of the National Security League, 1914–1919." Mississippi Valley Historical Review 47 (1960): 51–65. online at JSTOR

### 전쟁 반대자
- Agnew, Elizabeth N. "A will to peace: Jane Addams, World War I, and 'pacifism in practice'." Peace & Change 42.1 (2017): 5-31.
- Arnett, Alex Mathews. Claude Kitchin and the Wilson War Policies. 1937. OCLC 1278853 Kitchen was an antiwar Democrat in Congress.
- Bennett, Scott H. Radical Pacifism: The War Resisters League and Gandhian Nonviolence in America, 1915–1963 (Syracuse Univ. Press, 2003).
- Chatfield, Charles. For peace and justice: pacifism in America, 1914–1941 (University of Tennessee Press, 1971).
- Early, Frances H. A World without War: How U.S. Feminists and Pacifists Resisted World War I. (Syracuse University Press, 1997) ISBN 0-8156-2764-5 OCLC 36800616 online.
- Gibbs, Christopher C. (1988). 《The Great Silent Majority: Missouri's Resistance to World War I》. University of Missouri Press. ISBN 0-8262-0683-2. OCLC 17676727.
- Herman, Sondra. Eleven Against War: Studies in American Internationalist Thought, 1898–1921. (1969). OCLC 23333
- Hershey, Burnet. The Odyssey of Henry Ford and the Great Peace Ship (Taplinger Publishing, 1967).
- Kazal, Russell A. Becoming Old Stock: The Paradox of German-American Identity. 2004. 390, pp. ISBN 0-691-05015-5 OCLC 52509620 German Americans in Philadelphia ponder the war.
- Kazin, Michael. War Against War: The American Fight for Peace, 1914–1918 (2017).
- Kelly, Andrew. "Film as Antiwar Propaganda: Lay Down Your Arms (1914)." Peace & Change 16.1 (1991): 97-112.
- Kennedy, Kathleen. "Declaring war on war: Gender and the American socialist attack on militarism, 1914–1918." Journal of Women's History 7.2 (1995): 27-51. excerpt
- McKillen, Elizabeth. "Pacifist Brawn and Silk-Stocking Militarism: Labor, Gender, and Antiwar Politics, 1914–1918." Peace & Change 33.3 (2008): 388-425.
- Luebke, Frederick C. Bonds of Loyalty: German-Americans and World War I. Dekalb : Northern Illinois University Press, 1974. ISBN 0-87580-045-9 OCLC 865969
- Steigerwald, Alison Rebecca. "Women United Against War: American Female Peace Activists’ Work During the First World War, 1914–1917' (PhD dissertation, The University of Iowa, 2020) online
- Unger, Nancy C. Fighting Bob La Follette: The Righteous Reformer (University of North Carolina Press, 2000). ISBN 0-8078-2545-X
- Wachtell, Cynthia. War No More: The Antiwar Impulse in American Literature, 1861–1914 (Louisiana State University Press, 2010).
- Witcover, Jules. Sabotage at Black Tom: Imperial Germany's Secret War in America. Chapel Hill, NC: Algonquin Books of Chapel Hill, 1989. ISBN 0-912697-98-9 OCLC 18379558
- Zeiger, Susan. "The schoolhouse vs. the armory: US teachers and the campaign against militarism in the schools, 1914–1918." Journal of Women's History 15.2 (2003): 150-179. online

### 역사 연구
- Cornelissen, Christoph, and Arndt Weinrich, eds. Writing the Great War – The Historiography of World War I from 1918 to the Present (2020) free download; full coverage for major countries.
- Doenecke, Justus D. "Neutrality Policy and the Decision for War." in Ross Kennedy ed., A Companion to Woodrow Wilson (2013) pp. 243–69 Online; covers the historiography
- Higham, Robin and Dennis E. Showalter, eds. Researching World War I: A Handbook. 2003. ISBN 0-313-28850-X OCLC 51922814, 475pp; highly detailed historiography,
- Keene, Jennifer D. "Remembering the "Forgotten War": American Historiography on World War I." Historian 78#3 (2016): 439–468. https://doi.org/10.1111/hisn.12245

- Keene, Jennifer D. "Finding a place for World War I in American history. 1914 –2018." online

- Keene, Jennifer D. “Finding a Place for World War I in American History: 1914-2018.” In Writing the Great

War: The Historiography of World War I from 1918 to the Present, edited by Christoph Cornelissen and
Arndt Weinrich, (Berghahn Books, 2020) pp.449–487.

## 1차 자료
- Committee on Public Information. How the war came to America (1917) online 840pp
- 아서 S. 링크가 편집한 우드로 윌슨의 논문집은 총 69권으로 주요 학술 도서관에 소장되어 있다. 윌슨의 모든 서신, 연설, 저작물과 그에게 보내진 많은 서신이 주석이 달려 있다.
- 윌슨, 우드로. 우리가 전쟁을 하는 이유 (1917) 1917년 1월부터 4월까지 의회에 보낸 여섯 가지 전쟁 메시지
- Stark, Matthew J. "Wilson and the United States Entry into the Great War" OAH Magazine of History (2002) 17#1 pp. 40–47 lesson plan and primary sources for school projects online